# 手塚治虫
手塚 治虫（てづか おさむ、本名：手塚 治〈読み同じ〉、1928年11月3日 - 1989年2月9日）は、日本の漫画家、アニメ監督、医師。学位は医学博士（奈良県立医科大学、1961年）。大阪府豊能郡豊中町（現：豊中市）生まれ、兵庫県宝塚市出身。宝塚市名誉市民。大阪帝国大学附属医学専門部（現大阪大学医学部）卒業。
戦後日本に於いて、ストーリー漫画およびアニメーションの第一人者、漫画表現の開拓者的存在として、デビューから死まで第一線で作品を発表し続け、存命中から「マンガの神様」と評された。

## 概要
大阪帝国大学附属医学専門部在学中の1946年1月1日に4コマ漫画『マアチャンの日記帳』（『少国民新聞』連載）で漫画家としてデビュー。
1947年、酒井七馬原案の描き下ろし単行本『新寶島』がベストセラーとなり、大阪に赤本ブームを引き起こす。1950年より漫画雑誌に登場、『鉄腕アトム』『ジャングル大帝』『リボンの騎士』といったヒット作を次々と手がけた。
1963年、自作をもとに日本初となる30分枠のテレビアニメシリーズ『鉄腕アトム』を制作、現代につながる日本のテレビアニメ制作に多大な影響を及ぼした。1970年代には『ブラック・ジャック』『三つ目がとおる』『ブッダ』などのヒット作を発表。また晩年にも『火の鳥』『陽だまりの樹』『アドルフに告ぐ』など青年漫画においても傑作を生み出す。
藤子不二雄（藤子・F・不二雄、藤子不二雄Ⓐ）、石ノ森章太郎、赤塚不二夫、横山光輝、水野英子、矢代まさこ、萩尾望都などをはじめ数多くの人間が手塚に影響を受け、接触し漫画家を志した。

## 生涯

### 幼少期
大阪府豊能郡豊中町（現・豊中市本町付近）に、父・手塚粲（てづかゆたか・1900年 - 1986年5月14日）と母・文子（1909年 - 1983年）の長男として生まれた。明治節に生まれたことから「明治」にちなんで「治」と名づけられた。3人兄弟の長男であり、弟は手塚浩（1930年 - ）、妹は宇都美奈子（1932年 - 2015年）。
1933年、治が5歳の時に一家は、1932年に他界した祖父が終の棲み家とした兵庫県川辺郡小浜村（現・宝塚市）川面（かわも）の邸宅に移り住んだ。このころの寶塚（現・宝塚）は、小林一三が箕面有馬電気軌道の乗客増加を狙って田園風景の中に開発した新興の住宅地が散在して、その中心に宝塚少女歌劇団（現・宝塚歌劇団）の本拠地である宝塚大劇場、宝塚ファミリーランドの前身である宝塚新温泉や宝塚ルナパークなどの行楽施設が立ち並んで、一種の異空間を形作っていた。宝塚の人工的な近代都市の風景は手塚の作品世界の形成に大きな影響を及ぼしたと考えられる。
父は宝塚ホテルの中に作られた宝塚倶楽部の会員であり、ときどき治は父に連れられて宝塚ホテルのレストランで食事をして、母には宝塚少女歌劇団に連れていってもらっていた。また手塚家の隣家は宝塚少女歌劇団の男役トップスターである天津乙女（本名：鳥居榮子）と雲野かよ子（本名：鳥居華子）と池邊鶴子（本名：鳥居久代）姉妹が住む鳥居家であり、宝塚音楽学校に入学したい娘が保護者とともにお百度を踏む光景がよく見られるなど、宝塚少女歌劇団の女性と接する機会も多かった。のちに手塚は、初恋の相手が宝塚少女歌劇団の生徒だったこと、宝塚の生徒を見たいがために宝塚大劇場に通ったこと、月丘夢路や淡島千景のような鉄火肌の女性が好みであること、月丘主演の大映映画『新雪』（1942年）を20数回観たことを語っている。
1935年、池田師範学校附属小学校（現・大阪教育大学附属池田小学校）に入学した。両親が東京出身であったこともあり、近畿方言を話せず浮いた存在であった。しかし、幼いころから見よう見まねで描いていた漫画絵が治を救うことになる。小学3年生のときに、最初の漫画「ピンピン生チャン」を完成させると、その後漫画の練習に取り組み、小学5年生のころには長編漫画「支那の夜」を完成。同作品は、仲間内のみならず学校の教師のあいだでも話題になるほどであり、以後教師からも漫画を描くことを黙認されるようになったという。漫画を描くことで同級生たちからも一目置かれ、また漫画目当てにいじめっ子も手塚の家に訪れるようになるなどして次第にいじめはなくなった。誕生日には家に20人もの友人が集まるほどになっていた。友人が家に来ると、紅茶と菓子でもてなされ、治の誕生日には五目寿司や茶碗蒸しがふるまわれた。この当時に描いた漫画の一部は今でも記念館に保存されている。
この時期に、同級生の石原実（後に大阪淀屋橋石原時計店社長）と親しくなり、彼の影響を受けて昆虫や科学、天文学に興味をもつようになる。手塚家の邸宅の広い庭は昆虫の宝庫であり、また周囲の田園地帯にも虫が豊富にいて、昆虫採集には最適の環境だったことから、趣味に対し深みをもたせた。友人から借りた平山修次郎『原色千種昆蟲図譜』を読み、甲虫のオサムシの存在を知り、それにちなんで、この時期からペンネームとして「手塚治虫」を使い始めた。1950年ごろまでは、「治虫」はそのまま「おさむし」と読ませていた。

### 青年期
1941年、大阪府立北野中学校（現・大阪府立北野高等学校）に入学。日本は日中戦争の真っただ中で軍国主義が強まっていった時期であり、小学校時代とは一転し、漫画を描いているのを学校教練の教官に見つかり、殴られるなどしている。この時期、仲間内で作った同好会の会誌などで漫画を執筆する一方で、手塚版「原色甲蟲圖譜」などイラストレーションによる図鑑を自作するなど精力的に活動する。
太平洋戦争中の1944年夏には、体の弱い者が集められる強制修練所に入れられた。9月からは学校に行くかわりに軍需工場に駆りだされ、ここで格納庫の屋根にするスレートを作った。
1945年3月、修業年限短縮により北野中学を4年で卒業。旧制浪速高等学校（現・大阪大学）を受験したものの、漫画ばかり描いていたため、不合格となった。6月、勤労奉仕で監視哨をしていたときに大阪大空襲に遭遇、頭上に焼夷弾が投下されるも、被災せず九死に一生を得る。この空襲は手塚の原体験ともいうべきものとなり、後に『紙の砦』（1974年）や『どついたれ』（1979年 - 1980年）などの自伝的作品の中に、その様子が描かれている。この体験以降、手塚は工場に行くのをやめ、家にこもってひたすら漫画を描くようになった。
同年7月、手塚は大阪帝国大学附属医学専門部の試験を受け、入学を許可された。医学専門部は、戦争の長期化に伴い、軍医速成のため正規の医学部とは別に臨時に大阪帝大の学内に付設されたもので、学制上は旧制医学専門学校であり、したがって旧制中学校からの入学が可能であった。大阪大学（旧・大阪帝国大学）附属医学専門部は1951年に廃止されている。なお後述の通り医師国家試験については『ジャングル大帝』や『鉄腕アトム』など連載の執筆をしながら合格している。

### デビュー、赤本の世界へ
終戦後、学生である手塚は戦時中に描き溜めた長編の中から『幽霊男』（『メトロポリス』の原型）という長編を『毎日新聞』学芸部へ送った。これは音沙汰なしに終わったが、その後、手塚の家の並びに花里いさ子という宝塚のスターがいて、その姪にあたる女性が毎日新聞社の秘書課に勤務しており、その紹介で、子供向けの『少国民新聞』（現・『毎日小学生新聞』）学芸部の程野という人物に会い、彼の依頼を受けて『少国民新聞』の大阪版に4コマ漫画『マアチャンの日記帳』を連載（1946年1月1日 - 3月31日）、この作品が手塚のデビュー作となった。『マアチャン』はローカルながら人気を博し、人形や駄菓子のキャラクターに採用されたという記録も残っている。『マアチャン』に続けて4月から『京都日日新聞』に4コマ漫画『珍念と京ちゃん』を連載しており、これらと並行して4コマ形式の連載長編作品『AチャンB子チャン探検記』『火星から来た男』『ロストワールド』（後述するものとは別物）なども各紙に描かれているが、4コマ連載という形式に限界があり、後2者はどちらも中断に近いかたちで終わっている。
手塚本人の語るところによれば、漫画家としてのデビューは、戦時下の1944年（昭和19年）に描いた大政翼賛会の『桃太郎』という作品であったという。しかしながら、現物は見つかっていない。
漫画家としてデビューする前の1945年ごろ、2代目桂春団治が地方での自主興行を行う際のポスター画を提供した（現物は宝塚市立手塚治虫記念館に展示されている）。春団治が宝塚市清荒神在住ということもあり、親交を重ねるうちに手塚の漫画家志望という進路を案じ、落語家になるよう勧めたという。
1946年、同人誌『まんがマン』の例会を通じて後見役の酒井七馬と知り合い、酒井から長編ストーリー漫画の合作の話を持ちかけられる。これは戦後初の豪華本の企画でもあり、それまで長編漫画を描き溜めていた手塚としては願ってもない話であった。こうして大雑把な構成を酒井が行い、それを元に手塚が自由に描くというかたちで200ページの描き下ろし長編『新寶島』が制作された。1947年1月に出版されると、当時としては異例のベストセラーとなった。映画的な構成とスピーディな物語展開をもつ『新寶島』は、一般に戦後ストーリー漫画の原点として捉えられている（後段#新寶島（新宝島）の革新性も参照）。
ベストセラーとなった『新寶島』は大阪に赤本ブームを起こし、手塚はこれに乗って描き下ろし単行本のかたちで長編作品を発表できるようになった。手塚は忙しくなり、これまでに描き溜めてきた長編をもとに、学業のかたわら月に1、2冊は作品を描き上げなければならなくなった。1947年に発表された『火星博士』『怪人コロンコ博士』『キングコング』などは子供向けを意識したB級映画的な作品であったが、1948年の『地底国の怪人』からは悲劇的な展開も取り入れるようになり、SF、冒険などを題材に作品中でさまざまな試みが行われた。同年末に描かれた『ロストワールド』では様々な立場の人物が絡み合う地球規模の壮大な物語が描かれ、つづく『メトロポリス』（1949年）『来るべき世界』（1951年）とともに手塚の初期を代表するSF三部作をなしている。1949年の西部劇『拳銃天使』では児童漫画で初のキスシーンを描く。1950年には文豪ゲーテの『ファウスト』を漫画化したほか、「映画制作の舞台裏をお見せします」という導入で始まる『ふしぎ旅行記』、自身の漫画手法を体系化して示した漫画入門書の先駆的作品『漫画大学』などを発表している。

### 医師合格
漫画執筆が忙しくなると大学の単位取得が難しくなり、手塚は医業と漫画との掛け持ちは諦めざるを得なくなった。教授からも「医者になるよりも漫画家になるように」と忠告され、また母の後押しもあって、手塚は専業漫画家となることを決める。もっとも学校を辞めたわけではなく、1951年3月に医学専門部を卒業（5年制、1年留年。この年に専門部が廃止されたため最後の卒業生となった）、さらに大阪大学医学部附属病院で1年間インターンを務め、1952年3月に第十二回医師国家試験に合格、1953年9月18日に医籍登録されている。
このため、後に手塚は自伝『ぼくはマンガ家』の中で、「そこで、いまでも本業は医者で、副業は漫画なのだが、誰も妙な顔をして、この事実を認めてくれないのである」と述べている。

### 雑誌連載開始

大泉アニメゲートに設置されている「ねりまアニメ年表」の一コマ。

手塚は大阪で赤本漫画を描くかたわら、東京への持ち込みも行っている。当初期待した講談社では断られたが、新生閣という出版社で持ち込みが成功し、ここでいくつか読み切りを描いた後、新創刊された雑誌『少年少女漫画と読み物』に1950年4月より『タイガー博士の珍旅行』を連載、これが手塚の最初の雑誌連載作品となった。同年11月より雑誌『漫画少年』（学童社）にて『ジャングル大帝』の連載を開始、1951年には『鉄腕アトム』（1952年 - ）の前身となる『アトム大使』を『少年』（光文社）に連載するなど多数の雑誌で連載を始め、この年には少年漫画誌のほとんどで手塚の漫画の連載が開始された。1953年には『少女クラブ』（講談社）にて『リボンの騎士』の連載を開始した。宝塚歌劇やディズニーからの影響を受けたこの作品は、以後の少女雑誌における物語漫画の先駆けとなった。1954年には『ジャングル大帝』連載完結の後を受けて『漫画少年』に『火の鳥』の連載を開始した。『火の鳥』のシリーズはその後も休刊等によりCOM、マンガ少年、野性時代と掲載誌を変えながら長年に描き継がれ，手塚のライフワークとなった。

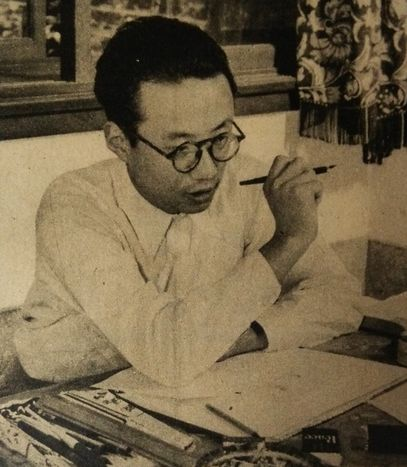
1953年

月刊の雑誌連載という形態は、手塚がそれまで描き下ろし単行本で行ってきた複雑な物語構成の見直しを余儀なくさせ、読者を引っ張るための魅力的なキャラクター作りや単純な物語構成などの作劇方法へ手塚を向かわせることになった。一方、描き下ろし単行本の方は1952年の『バンビ (映画)』（1942年映画）『罪と罰』の2冊で終わりを告げるが、代わりに郵便法の改正によってこの時期に雑誌の付録が急激に増加し、手塚は連載作品と並行して付録冊子のかたちで描き下ろし長編作品をいくつも手がけ、このかたちで単行本時代の作品も続々とリメイクされていった。
私生活の面では、1952年に宝塚から東京に移住し、さらに翌1953年に『漫画少年』編集部からの紹介で豊島区のトキワ莊に入居した。その後トキワ荘には、手塚に続いて寺田ヒロオ、藤子不二雄が入居。手塚は自分が住んでいた14号室を藤子不二雄の二人に譲ってトキワ荘から転居したが、その後も石森章太郎（後に石ノ森章太郎に改名）、赤塚不二夫など後に著名な漫画家となる者たちが続々と入居したトキワ莊は漫画家の梁山泊となった。この時期、手塚はトキワ莊の漫画家に映画をたくさん観るようにと薦めており、手塚自身も十数年間は年に365本を必ず観ていたという。
なお、1953年に手塚は関西の長者番付の画家の部でトップとなったが、仕事場が木造2階建て建築のトキワ莊であったため、取材に来た新聞記者に呆れられたので、以後は意識して高級品を買い込むようにしたと語っている。
『鉄腕アトム』『ぼくのそんごくう』など児童漫画の人気作品の連載をする一方で、手塚は1955年に大人向けの漫画雑誌『漫画読本』（文藝春秋新社）に『第三帝国の崩壊』『昆虫少女の放浪記』を発表しており、ここでは子供向けの丸っこい絵柄とは違った大人向けのタッチを試みている。1955年から1958年にかけての手塚は知的興味を全面に出した作品を多く出しており、1956年にSF短編シリーズ『ライオンブックス』を始めたほか、学習誌に『漫画生物学』『漫画天文学』などの学習漫画を発表、後者は第3回小学館漫画賞（1957年）の対象作品となった。このほかにも幼年向け作品や絵物語、小説やエッセイなど漫画家の枠を超えた活動をするようになっており、1958年には東映動画（現・東映アニメーション）の演出家白川大作から請われて同社の嘱託となり劇場用長編漫画映画『西遊記』（『ぼくのそんごくう』が原作）の原案構成を受けもっている。

### 劇画との闘い

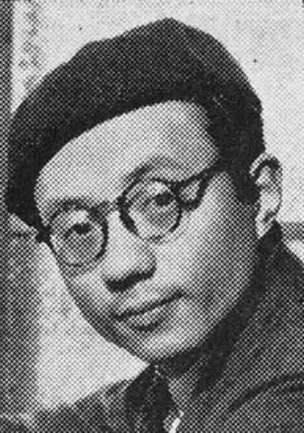
1961年

1958年ごろより、各漫画誌で桑田次郎、武内つなよし、横山光輝などの売れっ子漫画家が多数出現しており、この時期の手塚は人気面ではそのような漫画家たちの一人に過ぎなくなっていた。さらに手塚を脅かしたのは、この時期に新しく台頭してきた劇画の存在であった。社会の闇をストレートに描く劇画の人気は当時の手塚を大いに悩ませ、階段から転げ落ちたり、大阪の劇画作家の拠点に押しかけ、集会に参加したりした。
当初は劇画の雑誌にも連載をもつなどしていたが、手塚のアシスタントまでが貸本劇画を何十冊も借りてくるようになると、手塚はノイローゼに陥り、精神鑑定も受けたという。またすでに、1957年には『黄金のトランク』（『西日本新聞』連載）で劇画風のタッチを試みるなどしており、徐々に劇画の方法論を自作に取り入れていくようになる。
1959年、週刊誌ブームを受けて週刊漫画雑誌『少年マガジン』（講談社）および『少年サンデー』（小学館）が創刊され、それ以後月刊の少年誌は次第に姿を消していくことになった。このとき、手塚は誘いを受けて小学館の専属作家となった（ただし、『少年サンデー』初代編集長の豊田亀市は、契約料200-300万円（当時）を提示して専属契約を持ちかけたが、断られたと証言している。）が、講談社からも誘いを受けて困惑し、結局『少年サンデー』創刊号には自身の手による『スリル博士』を連載、『少年マガジン』の方には連載13回分の下描きだけをして石森章太郎に『快傑ハリマオ』の連載をさせている。同年、宝塚ホテルにて結婚式を挙げる。

### アニメーション

大泉アニメゲートに設置されている「ねりまアニメ年表」の一コマ。

アニメーション制作に至るまで
前述のとおり、幼少期からディズニー映画を愛好していた手塚は、もともとアニメーション（注：1960年代ぐらいまでは世間一般では「漫画映画」と呼ばれていた）に強い関心を持っており、アニメーションの制作は念願の仕事であった。特に影響を受けた作品はディズニーの『バンビ』（1942年米国公開）だが、これは日本では戦後の1951年になって公開された（ディズニーの『白雪姫 (1937年の映画)』（米国公開1937年）や『ピノキオ (1940年の映画)』（米国公開1940年）も日本での公開は戦後になってのことである）。
日本は戦時中はディズニーやフライシャー兄弟など米国のアニメーションの公開を禁止していたが、1942年（昭和17年）に戦時中の日本において初めて公開された動画作品であるアジア初の劇場用長編動画作品『西遊記 鉄扇公主の巻』（中国、1941年、73分、モノクロ）を観て感動した。戦後ずいぶん経った1980年に中国を訪れた際には上海美術映画製作所で監督の万籟鳴と対面を果たして孫悟空とアトムが握手するイラストを制作した。
プロの漫画家になる前の敗戦の年である1945年に手塚は、焼け残った大阪の松竹座において海軍省製作の長編漫画映画『桃太郎 海の神兵』を観て感涙し、このとき将来必ず自分の手で漫画映画を作ることを決意したという。戦後の1946年（昭和21年）に上京した際にアニメータ募集の張り紙をみて漫画映画製作会社「芦田漫画製作所」（芦田巌）に出向いて採用を志願したが断られている。
漫画は手塚にとってアニメーション制作の資金を得るための手段だった。評論家の大宅壮一から（華僑のように出身地の大阪を離れて東京で稼ぐという意味の揶揄として）「阪僑」と嘲評されるほど漫画を描いて稼ぎまくった。また自らを「ディズニー狂い」と称した。また前述のとおり、東映動画から請われて嘱託の仕事（長編劇場アニメーション映画『西遊記』（1960年）、原案は手塚治虫の連載漫画『ぼくのそんごくう』や北杜夫との共同の脚本による『アラビアンナイト・シンドバッドの冒険』（1962年））を受けている。
虫プロダクション設立
1961年、手塚は自分のプロダクションである手塚プロダクションに動画部を設立。当初は6人のスタッフから始まった。最初に制作した作品『ある街角の物語』はスタッフの給料から制作費まですべてを手塚の描いた漫画の原稿料で賄い、1年をかけて40分のカラー長編アニメーション作品で、ブルーリボン賞や文部省芸術祭奨励賞など数々の賞を受賞する。その後1962年に動画部は「虫プロダクション」と改名した。虫プロダクションは最盛期には400人を超えた数の正社員を擁していたという。
鉄腕アトム
虫プロダクションへの改名後、日本初となる30分枠のテレビアニメーションシリーズ（当時はテレビ漫画と云われた）『鉄腕アトム』の制作に取りかかった。しかし当初は総勢10名にも満たないスタッフでは毎週テレビ放送用にディズニーのような絵の枚数を要するフルアニメーション番組を制作することは作業量の面からまったく不可能であり、毎週の放送を可能にするために絵の枚数を大幅に削減するためのさまざまなリミテッドアニメの手法を工夫して編み出すに至った。毎週放送のアニメーション番組を実現するために（既にアメリカのハンナ・バーベラ・プロダクションなどでも工数を減らしたリミッテッド・アニメーションの制作は行われていたがそれらも参考にして）試行錯誤と創意工夫を積み重ねて作り出したさまざまなリミテッド・アニメの手法や様式は、その後の日本のアニメーション制作全般に大きな影響を与えることになる。虫プロの鉄腕アトムは、当時の日本のテレビアニメーションを代表する大人気作品になった。
ジャングル大帝
1967年には自身の漫画が原作である『ジャングル大帝』が第28回ヴェネツィア国際映画祭サンマルコ銀獅子賞を受賞している。1969年から「アニメラマ三部作」（二作目『クレオパトラ』を監督）が制作される（注：アニメラマの第一作目『千夜一夜物語』と第二作目の『クレオパトラ』の企画と制作には手塚は強く関わっているが、三作目のアニメラマ『哀しみのベラドンナ』は手塚が虫プロダクションを辞した後に作られた作品で手塚は全く関与をしていない）。これは従来の子供向けアニメ映画とは逆の位置にあり、成人向けに作られた劇場用アニメーション映画であった。
また、虫プロダクションはアニメーション監督としては杉井ギサブロー、りんたろう、山本暎一、出崎統、高橋良輔、富野由悠季、吉川惣司など、アニメーターとしては中村和子、月岡貞夫、川尻善昭、芦田豊雄、安彦良和、杉野昭夫、荒木伸吾、北野英明、村野守美、金山明博など、制作者としては丸山正雄、鈴木良武、岸本吉功、田代敦巳、清水達正、若尾博司、八田陽子、明田川進、酒井明雄、布川ゆうじなど後に日本を代表するアニメーション制作者となる人材を多く輩出した。
低額なアニメ制作費の功罪
たとえリミテッド・アニメの手法を用いるにしてもテレビ放送の30分枠用に（最低レベルで）1本あたり2,000枚分の動画を動画家（アニメーター）5名で担当し、一人が1日66枚を仕上げるという苛酷な労働状況が作られることとなった。また作品を1本につき55万円 という破格の製作費で売り込んだことが制作部の首を絞めることになった。
手塚がアニメの値段を安くして売り込んだのは、当時の普通のテレビ番組の制作費が50万程度であったことと、安くすればスポンサーに受け入れられやすくなることや、他者の競争参入を阻める考えたからであったと語るが、これはのちに手塚自身が「大失敗だった」と認めたように、結果的に大誤算であった。『アトム』の大成功を見て他者がこの分野に次々と参入を開始して低予算で多くの番組が制作され放映されることになったのである。
しかし当初は経営が苦しかった虫プロも『アトム』が大ヒットすると版権（マーチャンダイジング）収入で莫大な利益が上がるようになり、また海外に向けて作品の放映権＋派生商品を展開する権利を販売できたことなどにより、急速に規模が拡大してゆき（最盛期には社員総数が一時は400名から最大550名の規模となり）、『アトム』は虫プロダクションを黒字にさせた。放送が4年間続いた『鉄腕アトム』は放映開始から1年半で手塚の漫画原作をほぼ使い切ってしまい、その後に虫プロ文芸部のスタッフが独自に作ったエピソードは人気を得るための戦闘が描かれる傾向が強まり、「鉄腕アトム」から手塚の好んだアニメーションらしいユーモアが失われていった。
また、手塚の存命中から「アニメーターの給料が安いのは手塚のせいである」と雑誌で非難されることがあったが、手塚はこう反論している「しかしね、ぼく個人我慢ならんのはね、こういう声があるんだよ。手塚があのアトムを売る時、べらぼうな安値できめてしまったから、現在までテレビアニメは制作費が安くて苦労するんだと。冗談じゃないよ。」「あの時点での制作費はあれが常識なんで、あの倍もふっかけようもんなら、まちがってもスポンサーはアトムを買わなかったね。そうしたら、テレビアニメ時代なんて夢物語だったろうね。」「たしか四十何万が制作費で、ぼくの持ち出しは二十万くらいでしたかね。ところがアトムがべらぼうにあたったんで、アニメ番組はあたるということで、それから半年ほどあとには、アニメものがたちまちバタバタとできたんだ。その制作費は、なんと百万ですよ！つまりそれだけ出してもモトがとれてお釣りがくると企業は踏んだんだ。それから先はご覧の通りですよ。現在制作費は五百万円が下限で、六、七百万円ぐらいはスポンサーが出しますよ」。
また杉井ギサブローは、手塚治虫が独自のリミテッド・アニメの手法を日本に定着させなければ日本は世界一のテレビアニメ生産国にはなっていなかったであろうとも語っている。
アート・アニメーションへの功績
一方で、アート・アニメーション（手塚自身は商業アニメーションに対比して「実験アニメーション」と言っていた）の分野にも功績を残している。虫プロで『ある街角の物語』（1962年，38分）、『おす』（1962年）、『めもりい』（1964年）、『「人魚』（1964年）、『タバコと灰』（1965年）、『しずく』（1965年）、『展覧会の絵』（1966年、33分）、『創世記』（1968年）、その後に手塚プロで『ジャンピング』（1984年）、『おんぼろフィルム』（1985年）、『プッシュ』（1987年）、『村正』（1987年）、『森の伝説』（1987年，29分20秒）、『自画像』（1988年）と長編、短編の非商業作品を制作した。第1回広島国際アニメーションフェスティバルグランプリに『おんぼろフィルム』が選ばれている（名誉会長ポール・グリモー、審査委員長はラウル・セルヴェ、選考委員長アントワネット・モゼス）。虫プロ社内には社長であった手塚の発案により、実験作品の製作資金に対して20万円の助成制度まで設けられていた（手塚は、虫プロを設立したのは本来は実験アニメーションの制作を行うためであったと語っている）。

### 低迷と復活
アニメ制作に乗り出して以降も、手塚は漫画作品を精力的に発表していた。虫プロの成立時期は漫画作品もアニメと関連した企画が多くなっており、アニメーションと並行して『鉄腕アトム』原作版の連載や、日本初のカラーテレビアニメ『ジャングル大帝』に連動しての同作品リメイク版の連載、当初アニメ化の企画もあった『マグマ大使』の連載などが1963年 - 1965年にかけて行われている。他のアニメ作品と関連して『W3』連載雑誌でのいざこざが起こったW3事件も1965年の出来事である。
1966年、手塚は実験漫画雑誌『COM』を創刊する。先行した白土三平の劇画作品『カムイ伝』を看板作品とする『ガロ』に対抗したもので、手塚の『火の鳥』を目玉として、石森章太郎や永島慎二などの意欲的な作品が掲載された。1967年には怪奇漫画『バンパイヤ』に続いて『どろろ』を『少年サンデー』に連載。これらは当時水木しげるによって引き起こされていた妖怪ブームを意識した作品であった。1968年には青年誌『ビッグコミック』（小学館）、『プレイコミック』（秋田書店）などが相次いで創刊し、青年漫画が本格的にスタートしており、手塚も『ビッグコミック』に『地球を呑む』『奇子』『きりひと讃歌』、『プレイコミック』に『空気の底』シリーズなど青年向けの作品を手がけている。この時期の手塚の青年向け作品は安保闘争などの社会的な背景もあり、暗く陰惨な内容のものが多かった。
一方少年誌では『ファウスト』を日本を舞台に翻案した『百物語』、永井豪『ハレンチ学園』のヒットを受け、「性教育マンガ」と銘打たれた『やけっぱちのマリア』（週刊少年チャンピオン）、『アポロの歌』（週刊少年キング）などを発表しているが、この時期には少年誌において手塚はすでに古いタイプの漫画家とみなされるようになっており、人気も思うように取れなくなってきていた。さらにアニメーションの事業も経営不振が続いており、1973年に自らが経営者となっていた虫プロ商事、それに続いて虫プロダクションが倒産し、手塚も個人的に推定1億5000万円の借金を背負うことになった。作家としての窮地に立たされていた1968年から1973年を、手塚は自ら「冬の時代」であったと回想している。
1973年に『週刊少年チャンピオン』（秋田書店）で連載開始された『ブラック・ジャック』も、もともとは少年誌・幼年誌で人気が低迷していた手塚の最期を看取ってやろうという、壁村耐三編集長の厚意で始まったものであった。しかし、長期間続く戦いで読み手を惹き付けようとするような作品ばかりであった当時の少年漫画誌にあって、『ブラック・ジャック』の毎回読み切り形式での連載は新鮮であり、後期の手塚を代表するヒット作へと成長していくことになった。さらに1974年、『週刊少年マガジン』（講談社）連載の『三つ目がとおる』も続き、手塚は本格的復活を遂げた。
1976年、中断されたままであった『火の鳥』が『マンガ少年』（朝日ソノラマ）の創刊によって再開。1977年時点で、手塚は『ブラック・ジャック』『三つ目がとおる』『ブッダ』『火の鳥』『ユニコ』『MW』と6つの連載を抱えていた。また、同時期の漫画文庫本ブームに伴い手塚の過去の作品も続々と再刊されており、さらに同年6月からの講談社『手塚治虫漫画全集』刊行によって、手塚は「漫画の第一人者」、「漫画の神様」という評価を確かなものにしていった。

### 晩年
1980年代では、幕末から明治維新の時代に自身のルーツをたどった『陽だまりの樹』（ビッグコミック）や、アドルフ・ヒトラーやゾルゲ事件などを題材に一般週刊誌の『週刊文春』で連載した『アドルフに告ぐ』など、青年漫画で新たな代表作を手がけることになる。『陽だまりの樹』は第29回小学館漫画賞、『アドルフに告ぐ』は第10回講談社漫画賞一般部門を受賞した。
1985年にNHK特集の取材制作に応じた時期でも、1日にわずか1～2時間の睡眠で連載漫画やアニメーション制作をこなしていた。「丸が上手く描けないんだ」と身体能力の衰えを認めつつも、取材陣に対し「（体の老化を乗り越えられれば）あと40年（100歳）は描きますよ、僕は。アイディアだけは、もうバーゲンセールしてもいいぐらいあるんだ」と述べ、創作活動への強い意欲を見せた。

### 死去
しかし、それから3年後の1988年3月15日、突然腹部の激痛にみまわれ救急搬送された。検査の結果、進行性のスキルス胃癌と判明。半蔵門病院に入院し、胃の4分の3を切除する。5月に退院し、以前と全く変わらない多作振りを見せたものの、入院前に比べ次第に身体は痩せ細り、時折休憩を挟まないと描き続けられないほど体力が低下していった。同年10月に再入院。翌11月、万全な体調とはいえない中で「参加しなければ国際問題です」と周囲の制止を振り切り、中華人民共和国上海市でのアニメーションフェスティバルに出席するが、帰国と同時に体調が悪化。12月に再度手術を受けるが、この時点ですでに末期の状態であり、肝臓にまでがんが転移していた。
翌1989年1月21日に手塚プロ社長の松谷孝征が見舞いに来たときには、「僕の病状は何なんだ、君聞いてきてくれ」と頼んでいたという。胃癌ということは伏せた上で医師から聞いたことを話すと「そうか…」と一言だけ言ったという。手塚は病院のベッドでも、医者や妻の制止を振り切り漫画の連載を続けていた。同月25日以降になると昏睡状態に陥るが意識が回復すると「鉛筆をくれ」と言っていた。息子の眞は、「（この頃の父は）昏睡が覚めると鉛筆を握らせるがすぐに意識がなくなりの繰り返しだった」と語っている。死に際の状態であるにもかかわらず「頼むから仕事をさせてくれ」と起き上がろうとし、妻は「もういいんです」と寝かせようとするなど最後まで仕事への執着心をなくさなかった。2月9日午前10時50分に半蔵門病院で死去。60歳没。立ち会った松谷によると、手塚治虫の最期の言葉は、「頼むから、仕事をさせてくれ」。通夜は2月11日、東久留米市の自宅で、葬儀は3月2日、東京都港区の青山葬儀所で手塚プロダクションの社葬としてそれぞれ営まれた。墓所は豊島区摠禅寺。その死により、『グリンゴ』『ルードウィヒ・B』『ネオ・ファウスト』などの作品が未完のまま遺された。また、梅原猛の小説『ギルガメシュ』のアニメ化に意欲的だったが、構想中のままに終わった。亡くなる3週間前（1989年1月15日）まで書かれていた自身の日記には、そのときの体調状態や新作のアイデアなどが書き連ねられていた。
周りの人間は誰も手塚に胃癌であることを伝えず、本人は生き続けるということに何も疑問は持たなかったとされる。しかし、病院で描いていた遺作の一つ『ネオ・ファウスト』では主要な人物が胃癌にかかり、医者や周りは気遣って胃癌であることを伝えないが、本人は胃癌であることを知っていて死するという内容が描かれている。

## 作品一覧
「手塚治虫の作品一覧」を参照。

## 作風と功績

### 手塚が影響を受けたもの
『映像』
Milt Gross
手塚の「映画のような」ページレイアウトは、Milt Grossの初期のグラフィック小説He Done Her Wrongの影響を受けた。
ディズニー
手塚は幼少期から独自の漫画を描いており、田河水泡『のらくろ』、横山隆一『フクちゃん』の模写をするようになったが、7歳のころに出た謝花凡太郎によるミッキーマウスの海賊版単行本に夢中になり、この本の模写をするようになった（手塚によれば「本家のディズニーに送ってやりたい程」そっくりの絵だったという）。手塚の絵柄は、劇画の影響を受ける1955年ごろまではディズニーの影響が強い丸っこい絵柄で、「ディズニースタイル」とも呼ばれていた。ディズニーのアニメーションに出会ったのは9歳のときで、毎年正月に大阪の朝日会館で行われる「漫画映画大会」で上演されたものであった。父が家庭用映写機を購入したときには、上演用フィルムの中に『ミッキーの汽車旅行』もあった。以来ディズニーのアニメーションに心酔し、1950年にディズニーの『白雪姫』が封切られたときには映画館で50回、次の『バンビ』は80回以上観たという。
喜劇・コメディ映画
チャールズ・チャップリンとウォルト・ディズニーを敬愛しており、暇があるとよく映画館に出かけた手塚は、チャップリンから多大な影響を受けていることを認めている。手塚はチャップリン映画のテーマが「食う」「寝る」「住む」の三要素に絞られていることが偉大である、と語っており、また「どうしたら後世に残る漫画が描けるのでしょうか」と質問を受けるたびに、「とにかくチャップリンの映画を見ろ。あれに全てがある」と答えている。コメディではビリー・ワイルダーやウディ・アレンフランスのジャック・タチも敬愛しており、古今東西の映画を語る著書でオーソン・ウェルズやジョージ・ルーカスなどと共に語っており、手塚とワイルダーのファンである立川談志は雑誌の福田和也との対談（Ｉｎｔｅｒｖｉｅｗ「二十世紀ハリウッドの到達、ビリー・ワイルダーの巧緻を観よ」）で、ワイルダーと手塚の共通項を指摘している。
フライシャー兄弟
なお、竹熊健太郎は手塚が得意とした「楽屋落ち的なメタ・ギャグ」「キャラクターのメタモルファーゼ」から、フライシャー兄弟のアニメーションからも影響を受けていることを指摘している。　
西部劇＆時代劇＆マカロニ・ウエスタン
クリント・イーストウッド主演で音楽エンニオ・モリコーネ、セルジオ・レオーネ監督のイタリア西部劇のマカロニウエスタンの『荒野の用心棒』、『夕陽のガンマン』に続く、いわゆる「ドル三部作」完結編である『続・夕陽のガンマン』（別邦題：『続・夕陽のガンマン/地獄の決斗』）、本作のバイオレンスやアナーキーさ、反戦思想が手塚の『どろろ』に影響を与えたことで知られ三部作の第一作『荒野の用心棒』の元ネタである黒澤明＆三船敏郎の『用心棒』と『椿三十郎』、そして『七人の侍』といった「残酷リアリズム時代劇にも当然のごとく影響を受けている。ロバート・アルドリッチ監督ゲイリー・クーパー＆バート・ランカスター主演『ベラクルス（ヴェラクルス）』を藤子不二雄らと一緒に映画館で見ており、藤子の『まんが道』でも描かれている。『鉄の道』はジョン・フォード西部劇（『駅馬車』や『荒野の決闘』で知られる）を思わせるタイトルで、作中でもフォード西部劇のような描写や西部劇を思わせるキャラ配置がみられる。
フランス映画などのヨーロッパ映画
キネマ旬報のアンケートで、好きなフランス映画に『鉄路の闘い』、『望郷』、『天井桟敷の人々』、『女だけの都』、『赤い風船』の5本を、好きな監督にジュリアン・デュヴィヴィエとルネ・クレール、ルネ・クレマンを、好きな男優にジャン・ギャバンとルイ・ジューヴェとリノ・ヴァンチュラ、好きな女優にアルレッティとカトリーヌ・ドヌーヴとダニエル・ダリューを挙げた。逆に「マルやゴダールは頼まれても入れない」「ヌーヴェルバーグがフランス映画の良いところを破壊した」とルイ・マルやゴダールを批判。1987年の本のアンケートで、手塚は黒澤明について書いた西村雄一郎のデビュー本「巨匠のメチエ」を挙げているが、その西村は手塚に自身のベスト5を聞いたところ、①『天井桟敷の人々』（1944年）②『望郷（ペペ・ル・モコ）』（1936年）③『舞踏会の手帖』（1937年）④『モロッコ』（1930年）⑤『海の牙』（1946年）を挙げ、5本中4本がフランス映画であり（『モロッコ』のみハリウッド映画）、ベスト監督は、①のマルセル・カルネと、②③のジュリアン・デュヴィヴィエで、カルネの『悪魔が夜来る』（1942年）は、鉄腕アトムに影響を与えた。手塚眞も「手塚治虫はゴダールの映画は嫌いだと言っていました。非常に理屈っぽくてアバンギャルドなものはあまり好きではなかったみたいです。」
SF映画
エッセイ集でモーツァルトやブラームスなどクラシック音楽について書く他、チャールトン・ヘストン主演『猿の惑星』を傑作と絶賛し、自分ならこんな続編を作ると手塚流『猿の惑星』シリーズを展開する文を書くなど同作に刺激を受け、スピルバーグの『未知との遭遇』と『火の鳥』のテーマの共通性を論じた文も書いており、ロシア（ソ連）の映画作家ではアンドレイ・タルコフスキー（『僕の村は戦場だった』や『鏡』、『ノスタルジア』、SF『惑星ソラリス』など）を敬愛しておりタルのSF映画ストーカー公開の際にはパンフレットにストーカー評やタル論を書いており、その手塚のタル評も評価が高く、狩野良規もタル論を書いた際に、この手塚評を参考にした
万籟鳴
上海で活動したアニメ制作者、松谷孝征（担当編集者でマネージャーも務めた、のち手塚プロ社長）は、手塚が最も愛し尊敬したのは万籟鳴であり、手塚はディズニーの影響を受けていると多くの人が認識するも、実際は10代半ばに観た中国アニメの古典で、万籟鳴監督『鉄扇公主』であり、ディズニーよりも早く影響も深いと述べている。
病で倒れ入院する直前の1988年11月に、第1回上海国際アニメフェスの審査員で訪中した際にも、80代だった万籟鳴と再会している。没後の1989年8月27日に日本テレビの24時間テレビ 「愛は地球を救う」で放映された『手塚治虫物語 ぼくは孫悟空』は、病床の手塚による草案をもとに手塚プロが制作した遺作で、上海で万籟鳴と会った場面も再現されている。
『文学、演劇、宝塚文化』
夏目房之介は、「手塚が漫画に持ち込んだ外部性・異質な文化」として、ディズニーとともに文学、演劇、宝塚文化を挙げている。幼少期の手塚の家には新潮社の「世界文学全集」があり、よく外国文学を読み漁っていたという。のちに漫画化したドストエフスキー『罪と罰』やゲーテ『ファウスト』は何十回も読み返しており、特に『ファウスト』は日本を舞台にした翻案作品『百物語』『ネオ・ファウスト』を含めると3度にわたり手塚によって漫画化されている。また宝塚演劇に惹かれたことで手塚は演劇青年となり、大学で演劇部に所属していたほか、在学中の1950年ごろには関西民衆劇場に所属し、ドストエフスキー『罪と罰』の公演にペンキ屋の役で出演するなどしている。夏目は初期の手塚作品の大げさな表情やポーズ、舞台セットのような背景に宝塚演劇の影響を見ており、また手塚漫画の特徴である牧歌的な風景と未来的な風景の同居を、当時の宝塚の人工的な風景に由来するものと見ている。
『その他』
子供時代、家には「ナカムラ・マンガ・ライブラリー」も揃っていたという。
1972年2月に発生したあさま山荘事件について、「わたしはこんな連中を『漫画世代』と読んでいるが、映像で育った若い人たちの間にこんな世代が広がっているのはものすごく危険だ。漫画家としても描き方を反省する時期に来ていると思う」と述べている。

### 新寶島（新宝島）の革新性
手塚治虫の最初期の作品である酒井七馬との共作による1946年の『新寶島』は戦後ストーリー漫画の原点とされ、本作を読んで影響を受けたり、漫画家を志した読者も多い。藤子不二雄、石ノ森章太郎、ちばてつや、望月三起也、楳図かずお、中沢啓治など。劇画を始めた辰巳ヨシヒロ、桜井昌一、佐藤まさあき も衝撃を語っている。
その一方で、「手塚が『新寶島』で映画から学んだ革命的な技法を導入し、これまでのマンガのスタイルを一変させた」といったような話題も生んだ。これは一部正しいが全てが正しいというわけではない。呉智英は著書『現代マンガの全体像』（1986年）において、『新寶島』の1ページ3段のコマ割りはむしろ平凡なもので、構図なども戦前の作品である『スピード太郎』（宍戸左行）と比べても革新的なものとはいえないと指摘し、むしろ物語の展開の方に「手塚の天分」がみられるとしている。米澤嘉博も「1ページ3段割を基本としており、アップやロングの使い分けもない」として同様の指摘を行い、それよりも戦前の絵物語やコミックストリップ、映画や少年小説などの冒険物語の要素を一つにしたところに新しさを見ている。また、中野晴行は著書『謎のマンガ家・酒井七馬伝 「新宝島」伝説の光と影』において、元アニメーターだった酒井の経歴に触れて、その後の手塚作品では「映画的表現」が後退していることから、『新寶島』の「映画的表現」には酒井の功績が大きかったのではないか、と推測している。一方、野口文雄は中野の説を批判し、『新寶島』の革新性は、それまで主に登場人物のセリフによる説明に頼っていた時間や状況の進行を、セリフによらずスピーディなアクションやコマ割り・構図による表現で行ったことであるとし（これこそが「映画的手法」）、こういった表現はそれ以前の『スピード太郎』などにも見られず、むしろそれ以降の酒井七馬の作品にも影響を与えたとする。
上記のような話題が生まれた背景には、1938年に内務省から「児童読物ニ関スル指示要項」が出され、児童図書の表現規制が10年近くなされていたため、戦前の漫画表現が忘れ去られていたこと、そのようななかで『新寶島』に触れた衝撃や影響を、藤子不二雄Ⓐなど後の漫画界を支えたベテラン作家が語ったことなどがあった。
夏目房之介は、赤本時代の手塚漫画の達成として「コマの読み方」を変えたことを挙げている。それまでの日本の漫画は、現在の4コマ漫画と同じように、1ページ内で右側に配置されたコマを縦に読んで行き、次に左側に移りまた縦に読んでいく、というかたちで読まれていた。しかしこの読み方ではコマ割りの方法が大幅に制限されるため、手塚は赤本時代に、上の段のコマを右から左に読んで行き、次に下の段に移りまた右から左に読む、という現在の読み方を少しずつ試み浸透させていった。これに加えて、初期の手塚は登場人物の絵柄をより記号化し、微妙な線の変化を用いて人物造形や表情のヴァリエーションを格段に増やした。流線や汗、擬音などの漫画的な記号も従来に比べて格段に増やしており、このような表現の幅の広さが、多数の人物が入り組む複雑な物語を漫画で描くことを可能にし、また絵柄の記号化を進めたことは、絵を学ばずとも記号表現を覚えることで、誰でも漫画を描くことができるという状況を作ることにもなった。また物語という点において戦前の漫画と手塚漫画の物語を隔てるものは「主人公の死」などをはじめとする悲劇性の導入であり、死やエロティシズムを作品に取り入れていったことで多様な物語世界を描くことを可能にし、以降の漫画界における物語の多様さを準備することになった。
上記の絵柄の記号化、体系化は漫画制作の並行作業化分業化を容易とするもので、アシスタントを雇いプロダクション制を導入することを可能にした。漫画の制作に対して（アニメーション制作と類似の）アシスタント制、プロダクション制を導入したのは手塚が最初である。手塚が漫画制作に導入したものとしては他に、Gペンの使用（早く描けるという理由による。それまで漫画では丸ペンの使用が一般的だった）、スクリーントーンの採用などがある（注：日本で漫画制作にスクリーントーンを導入したのは手塚治虫が最初ではない）。
辻真先は、コマ漫画自体は樺島勝一の『正チャンの冒険』のように古い作品があるため画期的でなく、真の革新性は立体的な時間の刻み方にあると述べている。

### 手塚作品のテーマ
手塚は自らの戦争体験によってもたらされた「生命の尊厳」を自身のテーマの一つとして挙げている。
手塚は、自身はマンガにおいて時代の流れに合わせ転向を繰り返す転向者であるとしたうえで、「ただ一つ、これだけは断じて殺されても翻せない主義がある。それは戦争はご免だということだ。だから反戦テーマだけは描き続けたい。」と語っている。
手塚は子供を「未来人」と呼び、以下のように語っている。
手塚は作品の中で天使と悪魔の二面性や、異民族間、異文化間の対立や抗争などを繰り返しテーマにしている。手塚は戦後まもないころ、酔っ払ったアメリカ兵にわけもわからず殴られ強いショックを受けたことがあり、これがこのテーマの原体験になっているのだとしている。もっとも、『ジャングル大帝』などにおける「分厚い唇、攻撃的なイメージ」といった類型的な黒人観は批判されており、手塚の死後の1990年には「黒人差別をなくす会」により糾弾を受けている。これ以後、手塚の単行本には差別と受け取られる表現について弁明するただし書きが付けられるようになった。
また漫画を描く際に、プロ・アマ、さらには処女作であろうがベテランであろうが描き手が絶対に遵守しなければならない禁則として、"基本的人権を茶化さないこと"を挙げ、どんな痛烈かつどぎつい描写をしてもいいが、「戦争や災害の犠牲者をからかう」「特定の職業を見下す」「民族、国民、そして大衆を馬鹿にする」だけはしてはならない、「これをおかすような漫画がもしあったときは、描き手側からも、読者からも、注意しあうようにしたいものです」と述べている。
夏目房之介は、手塚が追い求めたテーマを「生命」というキーワードに見出している。夏目は手塚が小中学生のころによく見たという以下のような夢を紹介し、この夢が生命、変身、不定形、エロス、世界との関わり方といった「手塚の作家の資質の核」をほとんど言い切ってしまっているとしている。
子供のときの僕の夢は空飛ぶ夢とかそういうのはあまりなくて、やたらに見ているものがどんどん変わっていくような、また変わるものがセクシャルで僕の興奮につながるような……。［略］常に形が一定しないで、いろいろなものに変わる。たとえば僕と一緒に歩いている相手がいるんだけど、それは何かわからないが常に形が変わっている。僕に対して仕掛けることが常に違う。その恐怖感と同時にセックスアピールを感じる。［略］本当に異次元的なものですね。宇宙人なのか女どもなのかわからないが、僕の周りにとにかくそれがいるんです。それが常に変わる。

僕は宝塚に住んでいたんですが、学校の帰り道にちょっと寂しい沼があって、そこを通って家に帰るんです。小学生とか中学生のころそこを通る夢をよく見ました。沼地の横で得体の知れないものがブルブルふるえながら僕を待っている。それをつかまえて自分の家へ連れてくる。逃げ出すと困るから雨戸を閉めて、ふすまを閉めて絶対に出られないようにして、僕と物体が向かいあったところでたいてい夢がさめてしまう。その間も僕がそいつを見つけ、そいつが僕のところに寄ってきて、つかまえて家に帰るまでに、何だかわからないけどそいつがいつも変わるんです。［略］だから女にもなるし、男にもなるし、化け物にもなる。［略］つまり、常に動いている楽しさみたいなものがある。動いているのが生きているのだという実感があるわけです。つまり、しょっちゅう変化していることによって、変化しながら進化しているとか、何かに働きかけようとしているとか、つまり、一つのアクティブな感じを受けるんです。で自分はどうかというと常にパッシブでそれを見て感じるとか受け入れるとかいう形で、それを見ているだけなんですが、相手は何かの形で次々に流動しているんです。—「ヒゲオヤジ氏の生と性？」石上三登志『定本 手塚治虫の世界』所収、東京創元社、2003年
夏目によれば、1950年頃の手塚はこのような「不定形で変身をし続ける生命の原型」を、描線に込めて漫画の全世界に拡張したことで密度の高い作品を生んだ。しかし劇画の影響などから描線の自由度が失われると、描線では実現できなくなった生命観を理念として作品のテーマとしていき、『火の鳥』に現れるような汎生命思想が描かれることになったのだという。
鳴海丈が書いた書籍『萌えの起源』（PHP新書 2009年）によると「萌え」文化が日本に誕生した理由を手塚によるものが大きいとし、その理由を「ボクっ娘」「萌え擬人化（擬人化）」「ケモノ」「ロリ系」等といったジャンルを日本漫画黎明期から"意図的に"漫画の中で多用してそれが広がったことを上げている。

### 年齢と経歴
手塚治虫は、1928年生まれでデビュー時は1946年1月4日で17歳であったが、1946年1月1日付の少年国民新聞（現・毎日小学生新聞）にデビュー作の『マアチャンの日記帳』の連載開始予告が掲載された際には、以下のように19歳として紹介されていた。
関係の有無は不明だがこの時手塚は当時日常的に使われていた数え年ではこの記事が掲載された1946年元日で19歳になる。他に1989年の書籍に掲載された手塚と石ノ森章太郎との対談では「自分は20歳でデビューした」という体で話を進め、17歳でデビューした石ノ森を叱責している。晩年においては生年月日は大正15年（1926年）で定着していた。世間一般に本当の生年が明らかにされたのは死去直後のことであり、訃報を伝える新聞でも新聞の種類によって生年が異なるという不思議な事態が起きた。親しい立場にあった漫画家でさえ本当の年齢を知って驚いたほどであった。
また、手塚は大阪帝国大学附属医学専門部の卒業生であり、上記のようにデビュー当時の新聞には事実どおり「大阪帝大医学専門部（ママ）」と紹介されていた。1978年に手塚が書いた雑誌の寄稿文でも自分のことを事実どおり帝国大学附属医学専門部の学生だったと振り返っている。しかし1980年代には「1944年に旧制浪華高校理乙入学」「1945年に大阪大学医学部予科入学」と事実と異なった経歴が紹介されることもあった。（事実どおり紹介している書籍もある）手塚の没後、小野耕世『手塚治虫』（ブロンズ新社、1989年）によって「浪華高校」も「大阪大学予科」もそもそも存在しない学校であることが指摘されている。書籍によっては手塚の来歴が事実と異なった内容で紹介されるようになった理由については定かではない。
血液型はプロフィールにおいてB型と紹介されることもあったが、現在ではA型とされている。これについては手塚本人の著書で「戦争中に検査を受けた際はB型と聞かされていたが、1980年代頃に精密検査を受けてA型と知らされた」と説明している。

### 才能と作業の手法
ベタ塗りを時折編集者などにやらせていたのが、後のアシスタント制度に繋がった。飯沢匡がそれを面白がり、「ベタマン」という小説にして発表したが、手塚に批判的な漫画評論家などから「手塚は一人で描いていない」という非難を浴びるようになり、第三回小学館漫画賞受賞（1957年）以降、長年漫画賞から遠ざかることになった。
手塚のアシスタントであったわたべ淳は、手塚が鉛筆で下書きをせずにペン入れしていたことを証言している。フリーハンドでかなり正確な円や直線を描くことができ、揺れるタクシーや飛行機の中でもかなり正確に描いたという（常に原稿の締め切りに追われていた手塚は、乗り物の中で作品を仕上げることも少なくなかった）。インクは開明墨汁を愛用し、『マンガの描き方』でも推薦している。死去の前年には林家木久蔵（現・木久扇）に「木久蔵さん、僕はね、丸が描けなくなった」と体の衰えを語っている。その一方で手塚は自分の漫画について「絵ではなくて記号」であること（漫画記号論）を繰り返し強調しており、その背景には手塚のデッサン力に対する負い目があったともいわれている。作品の中で自身の画力を自虐的に扱うシーンを入れることもたびたびであった。
上記の通り常に原稿の締め切りに追われていた。これは、自身の漫画のネタとしてもたびたび登場している。理由は、来る仕事をほとんど拒まなかったためである。締め切りを守らず、編集者を待たせることから一部の編集者からはペンネームをもじって「ウソ虫」「遅虫」などと呼ばれていたという。
漫画の技法を自ら開拓していくかたわらで、劇画が流行すると自身の絵に劇画タッチを取り入れ、水木しげるの『ゲゲゲの鬼太郎』が流行すると『どろろ』で妖怪マンガを繰り出し、『劇画』が主流の雑誌『ガロ』に対抗して、トキワ荘のメンバーである藤子不二雄や石ノ森章太郎といった『漫画』を主流にした雑誌『COM』を自ら立ち上げるなど対抗することも多かった。
速読にも長けており、500ページ程度の本を20分前後で読破したという。喫茶店などで打ち合わせの前に本屋に立ち寄り、立ち読みした本から得たアイデアを語り、「多忙なのに、先生はいつ勉強しているのか」と編集者を不思議がらせた（手塚眞講演）。
漫画の製作に取りかかりながら、別の雑誌の編集者とまったく別のテーマの漫画のアイデアについて電話で話していたこともあるという（手塚眞講演）。
手塚は極度の激務家だったことで知られ、睡眠時間は1日わずか4時間程度で、それ以上に眠ることはほとんどなかったといわれる。全盛期は月に数日程度しか眠らないこともしばしばであった。手塚の死後、93歳まで健在だったライバルの水木しげるはエッセイ漫画『睡眠のチカラ』の中で、自分は1日10時間の睡眠を実践することで長生きができたと語り、反対に手塚は徹夜ばかり続けていたために早死にしてしまったと指摘していた。

### 医師免許取得者として
手塚は医師免許を持っていたが、既に大阪帝国大学附属医学専門部の時代からプロの漫画家として活動をしており、インターン時代に患者を診ていたのを除いては職業医師として活動をしたことはなく、編集者やアシスタントなどの興味本位で診察を受けに来た人間の多くを追い返していた。ただし、岡部冬彦が手塚と海外に行き体調を崩した際には手塚が診察している。そのとき、岡部は手塚の言うことを信じずに日本にトンボ返りして病院で検査を受けたが、手塚の言うとおりのただの飲み過ぎであった。
手塚が医者になるのをやめて漫画家一本にした直接的な理由は、手塚の母にあるとされる。手塚は『せむしの仔馬』というアニメ映画を見ることを口実にして母親を連れ出して開演までの時間に映画館のロビーで漫画家になるか医師になるかについて相談をした。母親はためらうことなく自分の好きな方をやりなさいと答えたので漫画家一本で行くことを決心した。ちなみにそのときの映画『せむしの仔馬』には火の鳥が登場し、これが手塚の『火の鳥』の着想の一つになった。またこれは手塚が病室でコンテを切っていた遺作の一つ『青いブリンク』の原作でもある。
また手塚は医学生時代に授業中もずっと漫画を描いていたために恩師から「手塚君、君は、このまま医者をつづけても、ろくな医者にはなれん。必ず患者を五、六人は殺すだろう。世の中のためにならんから医者をあきらめて漫画家になりたまえ」と諭されている。手塚はインターン時代に患者の顔を見るとどうしてもカルテに似顔絵を描いてしまうとも語っている。息子の眞によれば、手塚は血を見るのが嫌いで道を断念したという。医学専門部からは「絶対に医師として働かない」という条件付きで卒業をさせてもらったという。
なお専門は外科である。後に担当教授の紹介で奈良県立医科大学の研究生となり、論文「異型精子細胞における膜構造の電子顕微鏡的研究」（タニシの異形精子細胞の研究。タニシの精子の研究を通じて人間の精子の発生のメカニズムを考えるというもの）を提出して1961年に医学博士を取得した。
医師免許は終身有効なものであり、手塚はプロの漫画家になった後にも医師免許（昭和28年9月18日医籍登録第150476号）を保持し続けていた。没後に宝塚市立手塚治虫記念館で2003年11月20日から開催された企画展「『ブラック・ジャック』のDNA」に医師免許証の現物が公開陳列されたとき、ある識者から免許証は当人死亡後は政府に返納せねばならないと定めた法令に違反している、という指摘があった。厚生労働省と協議した結果、いったん規定どおりに返納手続きを行った後に同省が改めて遺族に譲渡するという特例の措置がとられた。厚生労働省医政局医事課試験免許室では「こういった例は過去にあまりない」としている。それにより記念館に展示されている免許証には無効を示す「抹消」の赤印が押されている。

### プロ野球との関わり
手塚治虫はプロ野球と関係が深く、特に「アトムズ（現：東京ヤクルトスワローズ）」と「埼玉西武ライオンズ」に繋がりがある。
現在の東京ヤクルトスワローズ（セントラル・リーグ加盟）は「国鉄スワローズ」という名前で誕生し、1965年に運営団体が当時のフジテレビ社長水野成夫の意向でフジサンケイグループに買収され、「サンケイスワローズ」と変わった。1966年、『鉄腕アトム』がフジサンケイグループに属するフジテレビの看板番組となっていたことと、サンケイ新聞に鉄腕アトムを連載していたことから、名前を変え鉄腕アトムをマスコットキャラクターにした「サンケイアトムズ」が誕生した。「サンケイアトムズ」は1969年に「アトムズ」に変わり、経営権がヤクルト本社に移ると「ヤクルトアトムズ」へと変わった。「ヤクルトアトムズ」は現在の「ヤクルトスワローズ」の直接の前身である。
また、「埼玉西武ライオンズ」（パシフィック・リーグ加盟）も手塚と繋がりがある。1978年、クラウンライターライオンズが西武グループに買収され西武ライオンズ（2008年、埼玉西武ライオンズに改名）となった際には、『ジャングル大帝』の主人公・レオがマスコットに採用され、2008年までユニフォームの帽子もレオをデザインしたものが使われていた（それ以降も時折復刻ユニフォームでの試合で着用されている）。ただし、手塚は球団の堤義明オーナーから「大人になった姿のレオ」と指定されたことから父親の「パンジャ」がモデルであるとしている。また、オリジナルキャラクターでレオの妹・ライナも1981年より登場している。
2008年、東京ヤクルトスワローズは『ヤクルトアトムズ復活シリーズ』として、1969年のビジターユニフォームを復刻（手塚治虫生誕80周年記念事業として手塚プロダクションとの協賛）。日本生命セ・パ交流戦、西武ドームで開催された西武戦では、奇しくもレオとの対決となり、手塚治虫ダービーと銘打たれた。
また2013年4月には、「読売ジャイアンツ」（巨人）と「鉄腕アトム」のコラボレーション企画「GIANTS×ATOM」が発表された。この企画では鉄腕アトムの登場人物達が読売巨人軍のユニフォームを着たキーホルダー、うちわ、タオルハンカチなどが商品化され東京ドーム内グッズ売店等で売りだされることになった。
なお、手塚自身は阪神タイガースのファンであった。1950年の年賀状では、「野球ものも考えていますが近頃の阪神の不振に聊（いささ）かくさっているので書く気がありません」と1949年当時のユニフォーム を着た虎が素振りをしているイラストに添えてコメントしており、実際に野球を主題とする作品を描くことはなかった。ただし、年賀状を書いた1950年に連載した『タイガー博士の珍旅行』は「タイガース」という野球チームがあちこちを旅行する道中記（野球のプレーはしない）である。1985年に阪神がセ・リーグ優勝を果たし、日本シリーズで同年のパ・リーグ優勝チームである西武と対戦したときは「どちらも勝て」と大弱りだったという。

### 関係の深い漫画家
藤子不二雄
藤子不二雄（藤本弘と安孫子素雄）の二人は、手塚治虫の「新寶島」に衝撃を受け漫画家を志した。彼らは学生時代に手塚のファンとして手塚にハガキを出し、その返事として「しっかりしたタッチで将来がたのしみです」との直筆のハガキを受け取った。そのハガキには手塚のキャラクターの絵と一緒に、文字の列が角度を変えながら中心に近づくように書かれており、ハガキをぐるぐる回しながら文字の列を読むという手塚らしい実に独特なものであった。このハガキが、ますます彼らの漫画家への志に拍車をかける。藤子不二雄は当初、手塚にちなみ、「手塚不二雄」のペンネームで漫画を投稿する。しかしあまりにも露骨なため、「手塚の足にも及ばない」という意味を込め「足塚不二雄」に変更した。
高校3年のときに、かつて手塚が『マアチャンの日記帳』を連載していた新聞に「今は手塚先生の漫画が載っていないのでかわりに僕たちの漫画を載せてください（要約）」との手紙を添えて漫画『天使の玉ちゃん』を投稿。それが採用されプロデビューを果たす。その3か月後、二人で手塚の実家を訪れている。藤子の単行本デビュー作『UTOPIA 最後の世界大戦』は、手塚の紹介で出版社が藤子に執筆を依頼し、世に出ることになった。
その後上京した藤子不二雄は、手塚の住んでいた「トキワ莊14号室」に入れ替わりで入居して暮らすこととなる。手塚はお金のない二人のために敷金の肩代わり（藤子は2年後に返還）と、漫画を描くための机を残している。そのため、藤子不二雄の初期作品は手塚の机で描かれたものである。憧れの手塚が住んでいた、トキワ莊14号室に住めたことについて藤本は、「四畳半というものがこんなに広いものかと感動しました」と語る。安孫子も自身の漫画でトキワ莊14号室を宇宙のような壮大な情景で描いている。その後、たびたび手塚治虫の緊急アシスタントとして手塚の仕事を手伝っていた。
藤本は、生涯にわたって手塚を「最大の漫画の神様」と尊敬し続け、自伝や漫画の書き方の本で手塚を絶賛していた。安孫子も同様に手塚を尊敬し、自伝漫画『まんが道』では手塚を最大の師として登場させ、「手塚治虫はふたりにとって神であった」「いや、日本中の漫画少年にとっても神であった」と頻繁に手塚を「神」と表現した。現在手塚が「漫画の神様」と称されるのは彼らの影響が大きい（それ以前は漫画の王様といわれてもいたがドラえもんブームの際はコロコロコミック等で藤子が漫画の王様と呼ばれた）。藤子不二雄が漫画家25周年を迎えた際には手塚タッチのドラえもんとドラえもん風のヒョウタンツギを描いた色紙をプレゼントしている。その25周年記念パーティーは手塚が仕切り、二人を二次会まで連れていっている。
手塚は藤子不二雄のスタジオに突然ひょっこり「ハハハ、来たよ」と特に用事もないのにふらっと現れることもあった。また安孫子が新宿の焼き鳥屋で飲んでいると、そのことを聞きつけた手塚がやってくることもあったという。手塚は藤本と二人で『惑星ソラリス』などの映画を見ることもあった。
手塚は藤子の本の寄稿で『オバケのQ太郎』のことを「おばけという概念をこれほどまでにキュートに、子どもの世界にひきずりおろして描いた作品は以前にないでしょう。アメリカには幽霊の子どもを主人公にしたキャスパーという例がありますが、これよりもずっととぼけていて性格づけがみごとです。」「キャラクターの描きやすさの点でも、まず、オバQ君にかなうものはありますまい。（日本に現在のようなキャラクター漫画が流行する前の発言）」と語っている。
手塚治虫の漫画『七色いんこ』では藤子のドラえもんが登場するコマがある。『黄金のトランク』では主人公の名前が不二雄である。『どろろ』と『バンパイヤ』にはオバケのQ太郎が登場。『がちゃぼい一代記』では、藤本と安孫子が手塚のアシスタントをする様子を手塚自身が描いている。手塚治虫漫画全集の『ジャングル大帝』のあとがきには藤子不二雄の二人に向けて、アシスタントしてくれたことに対する感謝の言葉と激励が書かれている。藤子の二人の結婚式の仲人は手塚が務めた。藤本は、手塚が亡くなったときの追悼文で「高校生になっても先生のまんがを読み続け……、気がついてみると自分もまんが家になっていた」と語っている。
手塚、藤本、安孫子の3人が住んでいた「トキワ莊14号室」の天井は、トキワ莊解体時に手塚が持ち帰っている。その理由は「室内にこんろを持ち込んでご飯を炊いたり、煮炊きをした。あの時の煙は天井にしみ込んでいるはず。大家さんに頼んで天井板を記念に譲ってもらいます」とのこと。
石ノ森章太郎
石ノ森（旧：石森章太郎）も手塚治虫の『新寶島』に衝撃を受けた。中学生の頃、手塚に分厚いファンレターを出したところ、手塚からさらに分厚い封筒の返事が届き、ますます手塚のファンになったという。
石ノ森は高校在学時、手塚が連載していた『漫画少年』の投稿欄に投稿をするようになる。手塚は漫画少年に送ってきた石ノ森のことを、「天才的な少年の絵」と褒めている。そして「鉄腕アトム」執筆中の手塚に依頼され、石ノ森は学業を中断して手塚のアシスタントを務めた。手塚は回を追うごとに上手くなる石ノ森の絵を見て舌を巻き、仕事を手伝ってもらったと語る。アシスタント経験中は、手塚は激務だったはずが石ノ森を映画に連れ出している。そのときの様子を石ノ森は「ギリギリの仕事のなかで、ある日、夜になると編集者の目を盗んで、こっそりぼくを映画館に連れて行ってくれた。ぼくだって当時のご多分にもれぬ映画少年である。編集者には申しわけないが、ちゃっかり便乗していた」と語る。そして、手塚が編集者に紹介したことにより、石ノ森は漫画家としてデビューすることになった。その後石ノ森は手塚が住んでいたトキワ莊に住んだ。手塚は自身の漫画に石ノ森をたびたび登場させている。石ノ森章太郎の結婚式の仲人は、遅刻するも手塚が務めた。テレビ映画『快傑ハリマオ』の漫画版では手塚が原作、作画が石ノ森で共作をした。1959年、石ノ森は手塚のアシスタントだった月岡貞夫とともに、手塚治虫の身代わりとして東映動画の劇場アニメ『西遊記』の制作現場に派遣された。のちに、この体験が石ノ森が東映グループでゴレンジャー（スーパー戦隊シリーズ）等を代表とする、特撮作品の原作を担当するきっかけに繋がる。
また、石ノ森は手塚が亡くなる少し前にも対談をしており、石ノ森は手塚のことを「面白おかしく事象を表現するだけ、と思われていた漫画というメディアで、ペーソスのみならず悲劇や深い哲学的な思索まで持ち込んで、ドラマを描くという試みは前人未到のことだった。」と彼の業績を評価している。手塚は対談で石ノ森の漫画『仮面ライダー』のことを「繰り返し、繰り返し読まれてもちっとも見劣りしない作品」と褒めている。
石ノ森はデビュー後のお金のない19歳の頃、手塚に内緒で「火の鳥風太郎」という、手塚の代表作のアイデアを使った作品を描いている。本作で得られた原稿料は、全てオーディオ機器を購入するために当てられた。
赤塚不二夫
赤塚不二夫も手塚治虫の漫画『新寶島』『ロストワールド』に出会ったことで、漫画家になることを決意した。彼が18歳の時は長谷邦夫、石ノ森章太郎と一緒に『墨汁一滴』を描く仲間として手塚の家を訪問した。その時、手塚は締め切りに追われ忙しいにもかかわらず赤塚達の似顔絵を描いたり、ピアノを披露したりして彼らは感銘を受ける。赤塚が新人漫画家としてデビューしたころ、手塚は「赤塚クン。りっぱな漫画家になるには一流の映画を観なさい、一流の小説を読みなさい、そして一流の音楽を聞きなさい」と助言した。手塚の言葉に従い、赤塚はレコード店に行き、店員に「一流の音楽が聞きたいんです。一流のレコードをください」と言うが、店員は何を渡したらいいのか分からず困ったという。その後、赤塚も手塚が住んでいたトキワ莊で暮らした。手塚はトキワ莊のメンバーに同様に「マンガからマンガを勉強するんじゃないよ。」「一流の芝居を見なさい、一流の本を読みなさい」などと言っており、赤塚は「だから僕たち（トキワ莊メンバー）はあの頃、ほとんど酒なんて飲まなかった。そのかわり、映画を見に行こう、音楽を聴こう、ジャズのコンサートに行こう、小説を読もう。手塚先生がそうしろって言ったから。」「そのときはわからなかった。それで後になってからその意味がわかってくる。手塚先生のおっしゃってたことは、やっぱりすごく大きいのだ。いい音楽を聴きなさい。いい映画を見なさい。いい芝居をみなさい。本当に大事な教えだったんだと今にして改めて思うのだ」と語っている。手塚は赤塚をたびたび自身の漫画に登場させている。それと同時に手塚は赤塚のギャグである「シェー」など気に入っていたのか『W3』『火の鳥』など複数の作品に使っている。手塚の『ブラック・ジャック』の「アヴィナの島」の回では赤塚の『天才バカボン』のパパが登場する。
赤塚はトキワ莊時代、手塚のアシスタントを務めたことがある。また赤塚は雑誌の企画で「赤塚不二虫」のペンネームで、『鉄腕アトムなのだ!』という手塚作品のパロディ漫画を描いている。その中には火の鳥やヒョウタンツギなどが登場。その表紙には「わたしにこのマンガをかかせた手塚治虫先生にこの1編をささげます」と書かれている。
水野英子
水野英子も、小学3年生の時に手塚治虫の漫画に衝撃を受けて漫画家を志す。水野は16歳の頃に手塚に会いたいと伝えて東京に行き手塚と出会った。数年後、水野は上京して手塚が住んでいたトキワ莊の住人となる。水野は女性少女漫画家の草分け的先駆けとなった（それまでの少女漫画はほとんどの場合男性が描いていた。）
水野は手塚を振り返って次のように語っている。「私が初めて先生の漫画に出会ったときのショックをどう言い表したらよいでしょう。そこには絢爛たるファンタスティック・ワールドが広がっていたのです!SF・西部劇・ミステリー、おとぎ話…次々と繰り広げられる見も知らぬ魅惑的な世界！街中の本屋さんを駆け巡り、一冊とも見逃すまいとするのがあのころの私の日課でした。やっと買い求めた本を、家に持ち帰るのももどかしく、読みながら歩いているうちに夢中になって家の前を通りすぎてしまったこと。親が死んでも泣かなかった私がジャングル大帝のラストシーンではもう何も見えなくなるぐらいショックで泣いてしまったこと…」「私は、ついに自分も漫画を描こうと決心し、漫画家への道を歩み始めました。十七歳で上京し、とうとう本物の先生にお会いできた時の感激！銀座の喫茶店でにこやかに優しく私を迎えて下さった先生のまぶしさ！手塚先生が最初に入居なさったというアパートトキワ莊に、当時の新人実力者たちといっしょに住むことができた嬉しさ！」手塚は水野のことを自著で「天才児水野英子」と書いている。
横山光輝
横山光輝も、手塚治虫の『メトロポリス』に感銘を受け漫画家を志す。しかし、高校卒業後は一旦就職した。
手塚はある日、大阪東光堂の社長に連れられたスマートな青年と出会う。社長はその青年は神戸銀行に勤めていると言い、社長は「うちでデビューさせようと思いますが、どうでっしゃろ？」と聞いた。手塚は彼の作品を読み、「売れるかも知れませんな」と褒め、その青年は漫画家としてデビューすることになった。その青年こそが横山光輝である。横山はその後、手塚を原作とし『黄金都市』『ターザンの洞窟』など作画した。手塚は横山を「かれほど"彗星のように"という形容のあてはまる男はいない」と絶賛している。『鉄人28号』は『少年』誌上で手塚の『鉄腕アトム』と人気を二分する大ヒット作となった。サンケイ新聞記者として、工業関係の取材経験のあった横山は、「最初は大きくしかできず、それから小さくなる」と考え、手塚治虫の『鉄腕アトム』を意識して鉄人28号を大型ロボットにしたとも語っていた。プライベートでも手塚と横山は付き合いがあったようで、横山が東京に来たばかりのころには、手塚がいろいろアドバイスしていた。横山は手塚のアシスタントも経験している。
手塚が亡くなった際、横山は「いつも僕は手塚さんの作品を参考にしてものを考えてきましたから、すべての作品から影響は受けています。技法の点でいえばアングルの取り方がとても上手だった。影を後ろにのばしたり、壁に大きく写したり。若いころはよく食事をごちそうになったりしたものです。やさしくて、とても他人に気を使う人でしたよ。」と語った。
手塚は生前、「横山さんはいろんなジャンルの仕事をされましたが、この『鉄人28号』と『伊賀の影丸』それに『三国志』の三つは、エポックメーキングなものでしょう。娯楽マンガの功労賞があれば、横山さんにぜひ一番にさし上げるべきではないかと思います」と発言している。
松本零士
松本零士も、小学2・3年生の頃、学級文庫で手塚治虫の描いた本を読んで漫画家を志した。それは手塚の『新宝島』『キングコング』『火星博士』『月世界紳士』であった。
松本は、「手塚さんの漫画がそれまでのどんな漫画よりもスピーディでかっこよかった。おそらく、当時、全国の漫画少年たちが度肝を抜かれたのではないか」と語る。松本は手塚が連載していた『漫画少年』の投稿欄の常連になる。そして高校生のとき、それを見た手塚から「テツタイコウ テツカ（手伝い請う。手塚）」の電報を受け取る。松本は最初はイタズラかと思ったが、それはイタズラではなく本当に手塚が緊急のアシスタントを求めた電報であった。そこで松本は緊急アシスタントとして出向いて手塚を手伝いながら、漫画家について根掘り葉掘り質問した。この出来事は、松本がプロ漫画家を目指す思いを強めた。松本がプロの漫画家になり、上京してからも手塚とは親交があり、手塚が一人で突然に松本の下宿先を訪れ、窓の外から「おーい松本君。メシ食わせるから、出てこーい。」と誘ったこともあったという。
松本が手塚と気が合ったのは、お互いがあけっぴろげだからと語っている。
手塚の漫画「ばるぼら」には松本零士をモデルにした「松本麗児」という登場人物が登場し、漫画家で本の収集家という設定で、物語に重要な場面で関わってくる。
また松本は、日本初の30分テレビアニメシリーズとなった『鉄腕アトム』にも縁がある。松本は「鉄腕アトムですが、実は私も関係しているんです。試写会前日の夜中に手塚さんから私の下宿に『助けてくれ!』と電話があり、『映写機が壊れて編集ができない』というので、私の映写機を持って行ったんです。アトム第一話の後半は私の映写機で編集して試写会を行っているんですよ。」と語っている。「私と手塚さん、それと石ノ森章太郎氏の3人は自称アニメマニアという仲。将来はアニメ映画を作ろうという夢を持っていて、お互いにいろいろな機材や資料を貸合っていたんですがお二人とも亡くなってしまって。お二人から借りた機材もまだ持っているんですが、今では遺品になってしまいましたね。」とも語る。
松本は熱心な手塚治虫作品のコレクターでもあり、手塚自身も持っていなかった初期作品も全て所有し、1冊数百万の値段を付けた「新宝島」の初版本も持っている。2013年には、手塚治虫の未発表原稿を個人的に発見したことでニュースにもなった。
手塚治虫の没後に想い出を振り返って書かれた寄稿の中には手塚治虫との遭遇から手塚の最晩年に二人がある会場で出会った際に手塚が松本に対して自分が胃癌であると告げたという回想の記述がある。
永井豪
永井豪も、手塚治虫に影響を受け漫画家を志したと語る。「僕の人生は手塚先生の作品から始まった。」 とも言い彼は子供のころに手塚治虫の漫画をよく読みいつも衝撃を受けていた。永井は初め手塚治虫のアシスタントになるために手塚プロダクションに出向いたが、あいにく手塚と連絡が付かず、代わりに知人に紹介された石ノ森章太郎の下で仕事を手伝うことになった。
永井は自身の半生を振り返り「私の少年時代、手塚作品と過ごす時間が最も幸せな時間だった。学校でイヤなことがあったときも、手塚漫画が私の心をいやしてくれた。自分も手塚先生のように漫画家になりたいと考えたのは自然の成り行き。そして私は漫画家になった。しかし手塚先生にはなれなかった・・・永井豪になってしまった」と語る。またアンソロジーコミック『ブラック・ジャックALIVE』で永井豪がブラック・ジャックを描いたときには、ブラック・ジャックと永井豪自身と学生時代の手塚をいっしょに登場させ、ブラック・ジャックが学生時代の手塚に「お前は漫画家より医者に向いている」と発言すると、手塚治虫キャラ全員と永井豪も存在が消えかかった（もしも手塚治虫が漫画家になっていなかったら永井豪も漫画家になっていなかったという表現）。
永井のデビュー後は、手塚とプライベートでも親交があった。手塚と永井は複数回一緒に旅行しており、SF作家クラブのメンバーと旅行したり、サンディエゴのコミックコンベンションに出かけたことがある。ロスでは二人っきりで映画『シャイニング』を見た。手塚は永井に対して「豪ちゃん、短編をたくさん描きなさい。短編は大事ですよ」といつもアドバイスを送っていた。
永井の結婚式では手塚がスピーチをおこなっている（『コミックボックス』1989年5月号に当時の写真が掲載されている）。
古谷三敏
古谷も、手塚の漫画『新宝島』を読んで漫画家を志した。彼はそのときの様子を次のように語っている「ぼくも子供の頃に手塚先生の『新宝島』を読んで衝撃を受けたひとりです。それまでの漫画と比べてスピード感があって、ストーリーも絵も、今までの日本にない。ディズニー映画のようなアメリカナイズされた文化を垣間見た感じがしました。何百回読んだかわかりませんし、『新宝島』を読んで漫画家になろうと決めたんです。ぼくのデビュー作『みかんの花咲く丘』も手塚先生の漫画をずいぶんと参考にしています。」その後、古谷は手塚のアシスタントを経験した。手塚はアシスタントに給料を渡す際に「かならず映画を観るんだぞ」と言いながら笑顔で1000円を渡していた（その頃はレストラン定食が50円で食べられる時代であり、映画を見てもお釣りがくる）。古谷はいつも喜んで映画を見ていた。アシスタント中、徹夜明けで手塚とホテルから出てきたときに「おれは手塚治虫と一緒に歩いているんだ」と嬉しくなったという。
さいとう・たかを
さいとう・たかをも、手塚治虫に憧れて漫画家を目指した。手塚治虫の『新宝島』を読み、「紙で映画が作れる！」と興奮したという。昭和30年ごろの学生時代には漫画家志望者として手塚治虫の自宅を訪ねた。しかし、運が悪く手塚はすでに東京に上京していたため、さいとうは手塚に会うことはできず、手塚の母と二言三言話しただけで帰ることになった。このころのさいとうは、手塚のような丸っこい絵柄であった。
その後、さいとうは「手塚に憧れて漫画家を目指したが、手塚調の丸っこいタッチの絵が描けず現在の絵になった」と証言している。さいとうは後に「劇画」と呼ばれる分野の開拓に貢献し、手塚の大きなライバルとして、彼の漫画家生命を大きく揺るがした。
さいとうが辰巳ヨシヒロ達と工房を立ち上げ、「打倒手塚だ!」と言ったときは、実はさいとう以外は全員熱心な手塚ファンであったため、「お前なに身の程知らずなことを言っているんだ」と言われたという。
さいとうは、のちに手塚と漫画『過去からの声』で共作をしており、そのときは原作が手塚で作画がさいとうであった。『ビッグコミック』では、四大作家競作として石ノ森章太郎、藤子不二雄Ⓐ、さいとう・たかを、手塚治虫の4人で競作をしている。
さいとうは手塚が亡くなったときに「今まで目標とし、登っていた大きな山が突然なくなったような気がします」と語った。
辰巳ヨシヒロ
手塚の「新宝島」に衝撃を受けて漫画家を志した。辰巳は当時を振り返り「手塚治虫という初めて目にする作者の作品はこれまでの漫画の常識を根本から覆す画期的な世界を構築していた」、「ぼくにとって手塚治虫は神様にも匹敵する存在になっていた」と語っている。少年時代辰巳は宝塚の手塚の家を訪問したこともある。手塚は辰巳を優しく自室に招き入れ、辰巳が持参した4コマ漫画を読み「長編を描きませんか？これからは4コマを発表する場所がだんだんなくなります。ぜひ長編を描きなさい」と助言した。これは辰巳にとって大きな助言になる。またジャングル大帝の第一話連載前のカラーページを手塚に見せてもらい、身震いし度肝を抜かれたと語っている。その後、辰巳は漫画家としてデビューし、手塚の鉄腕アトムに影響を受けた『鉄腕げん太』という漫画も描いた。しかし、数年後、あえて手塚治虫とは別の「まんがではないまんが」を模索するようになる。その結果、辰巳は劇画の開拓者になった。「劇画」という呼び名も辰巳が考案したものである。
辰巳は『劇画宣言』という内容の封書をいくつか書き手塚にも送った。しかし、手塚はその後に辰巳に対し、商業主義的になっていく劇画の風潮に対して忠告した。また手塚が文藝春秋漫画賞を受賞したとき、さいとう・たかを、佐藤まさあきとともに辰巳を授賞式に招待し、1982年には辰巳のフランス旅行に途中から同行したこともあった。
つげ義春
小学4年生のころに手塚治虫のマンガに熱中しはじめる。新刊が出ると本屋へ走る日々であった。貧しさのため母に買ってもらうことはできず、3か月に1度くらい帰ってくる泥棒の義祖父を待ちわび、買っていたが、その間に本が売切れてしまうのを案じ、手持ちのおもちゃをおもちゃ屋に売ってお金を工面した。それでも手に入らないときは、万引きをしようと本屋の前をうろうろするほどであった。16歳のとき、一人で部屋で空想したり、好きな絵を書いていられる職業として漫画家になることを志す。当時、トキワ荘に住んでいた手塚治虫を訪ね、原稿料の額などを聞き出し、プロになる決意を強める。
白土三平
貸本時代の白土は、手塚に似た絵の漫画を描いていた。白土の初期作品『嵐の忍者』では手塚のスターシステムのキャラクターが登場するなど、その影響を見ることができる。白土は、「紙芝居をやっていたころ。いわゆるユーモアマンガで手塚さんを勉強した。」という。手塚もそのことに言及しており、「たとえば白土三平氏やつげ義春氏のかつての作品が、円熟した時代のものにくらべて、きわめて手塚的であるのは、おそらくはぼくの漫画を教科書として使ったのであった。イミテーションを望んでいたわけではないはずだ」と語っている。白土は徐々に手塚的な作風を止め、劇画作家へと転向し、手塚の最大のライバルとして立ちはだかった。劇画ブームが起きると、白土が率いる『ガロ』に対抗して手塚は『COM』を立ち上げた。手塚は「白土三平氏が登場してから、子供漫画には重厚なドラマ、リアリティ、イデオロギーが要求されるようになった」と語っている。手塚の漫画『ネオ・ファウスト』では、登場人物が白土の漫画を読み、内容から教訓を得ようとするシーンが登場する。白土は手塚が亡くなった際に、「気がついてみたら、私もいつかこの世界で飯を食っていたのだが、手塚さんは我々の偉大な先輩であると共に、多くの日本人にとっても忘れえぬ人でありつづけるだろう。人の運命とはいえ、実に残念である。」と発言している。
大友克洋
大友は子供のころからの手塚ファンと語っており、特に少年時代は『鉄腕アトム』のアニメを見るため、放映時間になると決まって家に帰っていたという。またマーブルチョコも、アトムのおまけのシール欲しさによく買っていた。「僕は手塚作品で最初に好きなのは鉄腕アトムなんだけどビッグXも好きだし、高校生のころは火の鳥を読んでいた」とも語り、手塚治虫漫画全集は全巻揃えている。大友克洋は、高校生のころに火の鳥が連載していた手塚治虫の雑誌『COM』に漫画を投稿している。デビュー初期の作品『FIRE BALL』では敵のコンピューターの名前に「アトム」を使っている。
また大友の代表作『AKIRA』の最終巻の最後のページには、本作を手塚に捧げるとの一文がある。大友は、手塚の作品を原作とする劇場用アニメーション映画『メトロポリス』で脚本を担当している。2005年の監督作品『スチームボーイ』のタイトルも、『鉄腕アトム』の英語版タイトル「アストロボーイ」を意識したものである。舞台挨拶では「スチームボーイは手塚さんがやろうとしていた世界観を意識した」と語った。
雑誌『ユリイカ』の大友特集号で、手塚は「僕はデッサンの基礎をやっていないから、こんな絵を見せられてはたまらない。一も二もなく降参する」と大友の画力を賞賛している。
また手塚は「大友克洋さんの出現によって、劇画はトドメをさされてしまいました。少ないけれど確かな線によって、白っぽい画面のままで、劇画以上のリアリティが出せることが証明されてしまったのです」と述べ、劇画の衰退は大友に一因があるとし、その功績を高く評価している。
手塚が大友をパーティーに招待した際は「ボクはあなたの絵見ました。マンガをね、虫メガネで見たけど、それでもデッサンが狂っていませんね。スゴイですよ！」と大友のことを絶賛している。大友はそれに対して「でも僕は手塚先生のようなデフォルメされた絵はかけないんですよね」と語ると手塚は「僕は描こうと思えば誰の絵でも描けるけど、諸星大二郎のような絵と星野之宣のような絵は描けない」ということも大友に洩らしている。
大友が一番好きな手塚キャラは、屈折して影のあるロック・ホームと語り、大友が脚本を手がけたメトロポリスには、原作では登場しないロック・ホームが、重要な役柄で映画全編に登場する。
大友が1993年のNHK-FM「日曜喫茶室 鉄腕アトムの贈り物」に出演した際に、大友の作風が生まれたことについて以下のように語っている。「僕は高校のころから映画が好きで映画ばっかり見てましたけど、手塚さんが作った漫画っていうのは非常に映画的な漫画なんですよね、昔の漫画に比べると。のらくろだったり、その、昔の古い漫画がありますけど、それに比べると非常に映画的にカメラアングルをこったり、カット割りみたいなのが素晴らしい。それをやっぱり、もう一度やってみたいなっていうのが、昔みたいなイマジネーションで漫画を描いてみたり、映画のカット割りに非常に近い、まあ手塚さんがそう作ったから当たり前なんですけど、それはありましたね、それを自分でもやってみたくなっちゃう。」「僕は手塚さんみたいに枚数が描けないんで線の数で勝負している。」また手塚が大友のことを『降参する』と言ったことについては「俺なんかをそんな風に言っていいのかなと思った」という。大友が手塚から漫画のパーティーに誘われたときのことは、「女房が電話に出て『手塚治虫から電話が来たよ』って言われて非常にビックリした」と語っている。
大友は2014年のアニメビジエンスNo.3で大友タッチの鉄腕アトムを描いた。
萩尾望都
萩尾は高校2年生のころに手塚の漫画『新選組』に出会い、強い衝撃を受け漫画家を志した。その強い衝撃の様子を彼女はこう語る「『新撰組』のクライマックスシーンは、言うまでもなく花火のあがる河原での決闘シーンだ。このシーンが重要なのは、それまで丘十郎を支え育んできた彼の正義の情けが、熱意が、信頼が、ガラガラと崩壊していく様が描かれているからだ。親友大作は実は長州のスパイだった。敵を斬れと土方歳三に命じられた丘十郎が苦しみつつ歩く大きなコマがある。そのコマには大きなふきだしが三、四個あり、新撰組という集団の利益、忠誠と、個人の意志友情との間に引き裂かれてゆく、まさにダブルバインドに落ちた丘十郎の苦しみがめんめんとつづられているハズであった。しかしそれは私の思い込みであった。実際はセリフは二行しかない。"大作・・許してくれ"。この二行は私にとって二百行にも価した。このシーンはぐっさりと私の心にくいこみ、いまだにその衝撃を忘れることができない。」「実のところ、私はそのショックで、十七の時に漫画家になる決心をしてしまった。」萩尾はこれを読んだ後、1週間ぐらいボーっとしたという。
その後、萩尾は漫画家になり手塚と雑誌で対談をしたことも何度かある。手塚は萩尾の作品『11人いる!』に対して「『11人いる!』なんてのはスペース・オペラとしての傑作だと思っているんです」と評価している。萩尾は手塚の全作品を所有しているほどの大の手塚ファンであり、手塚が亡くなったときには次のように語った。「私は手塚先生の写真を持っている。サイン本も持ってる。直筆の絵も持ってる。でももう何もいらないから手塚先生に長生きしてほしかった。悲しい。一体、どうしたらいいの。手塚先生、返事して下さい。」
里中満智子
里中は、小学校入学直後に創刊されたばかりの『なかよし』で手塚作品に夢中になり、愛読していた。しかし、彼女はそれだけでは物足りず、貸本屋に通い詰め手塚作品をむさぼるように読んでいたという。貸本に置いてないものは必死でお小遣いをためて買い、友人の兄から借りたりした。その中でも『鉄腕アトム』に特に夢中になった。悪いことをしようとしたときにも「アトムならこんなことをしない」と自分に言い聞かせた。里中は「グレたりしないで生きてきたのはアトムのおかげ。アトムを生み出した手塚先生のおかげ」と語る。しかし、彼女が小学5年生のころに悪書追放運動が起こり『鉄腕アトム』も悪書として批判されることがあった。里中は「こんなことでは漫画が滅ぼされてしまう！守りたい！」と思い漫画家を目指す。里中は16歳の若さで漫画家になった。1972年、里中はイベントの移動のため、手塚と二人きりで新幹線に乗ることとなり、大阪までの3時間、手塚と一緒に語り合った。そのときの様子を里中は「酸欠状態で心臓バクバクだったが、手塚先生は優しかった」と語る。その中で手塚は「今後何を描きたいか」という質問で「究極のエロティシズムを描きたい！エロティシズムって素晴らしいですよ！」などと語り、当時若い女性であった里中は、どう受け答えしていいかわからず困ったという。しかし「聞いているだけで幸せでした」とも語る。その他に手塚は、妻との新婚時代のことや、息子のことについてなどを語った。
南部正太郎
手塚が『マアチャンの日記帳』などの新聞連載を始めたころ、同時期に長谷川町子の『サザエさん』（『夕刊フクニチ』）、南部正太郎の『ヤネウラ3ちゃん』（『大阪新聞』）などの新聞連載漫画が始まっていた。手塚は『大阪新聞』を介して南部と知り合い、もう一人武田将美を加えて「スリー・メンズ・クラブ」というグループを結成、たびたび3人で映画や漫画について話し合うなどしていた。当時は南部の『ヤネウラ3ちゃん』の人気が圧倒的で、3人組を意味する「スリー・メンズ・クラブ」の「スリー」を3ちゃんの3のことだと思う人も多かったという。
馬場のぼる
馬場のその穏やかな人柄もあり、手塚の親しい友人の一人として交際。手塚の葬儀では加藤芳郎とともに、弔辞を読んだ。手塚の作品の一つ『七色いんこ』では馬場のぼるの絵本作品『11ぴきのねこ』を馬場のぼるの作品として物語の鍵に使っている。また、手塚は早くから馬場をキャラクターとして自作に登場させており、なかには『フィルムは生きている』の宍戸梅軒や『W3』の馬場先生のように重要な役柄で起用されるケースもある。『W3』で重要な役柄に抜擢された理由は馬場が手塚に対して「ねえ、たまにはルンペンよりいい役にしなさいよ」と言ったことによる。馬場は自分がモデルの馬場先生が「たいやきは しっぽの中のアンコで ねうちがわかるんだぞ」という場面に関心を寄せている。手塚が馬場と九州へ旅行に出かけた折、飛行機内で手塚が「鳥人大系」を描いていると「よくペンが走るなあ」と馬場が呆れたという。馬場は手塚のことを「手塚さんが現れて、どんどん人気が上がっていったんですね。そうして人気が上がるにつれ雑誌に手塚調の絵が氾濫するわけです。」と語り、手塚の訃報の際には「言うべき言葉も見つかりません。40年の付き合いでした。開拓者精神の旺盛な人で、鉄腕アトムのアニメをテレビで初めてやったのが手塚さんでした。今月の1日（手塚が亡くなったのは9日）にお見舞いに行きましたが、眠っておられてお話をすることはできませんでした。だいぶ痩せられて、危ないとは思っていましたが・・・。本当に偉大な方をなくしました」と語った。
小島功
手塚が昭和30年以降に「大人漫画」の世界に進んだ際に、大人漫画家の「若手」作家どうしとして交流が始まる。小島は、手塚のしらない「酒と女の世界」の指南役となり、手塚を銀座の夜の街に誘った。のちに二人とも「漫画集団」の一員となり、交流が深まる。また、「大人の女が描けない」漫画家だった手塚は、小島漫画のグラマーな女性キャラクターを模して、大人の女性像を描くようになった。また、小島が主導した1963年の「日本漫画家協会」の設立にも、「児童漫画家の代表」として賛成して支援した。
やなせたかし
1960年代から晩年まで親交があった。手塚は劇場アニメ『千夜一夜物語』（1969年）に当時まだ大人漫画家として活動し現在ほど有名でなかったやなせを美術監督として起用し、キャラクターデザインもやなせに依頼している。そのお礼として手塚はポケットマネーを出して、やなせの原案によるアニメ映画『やさしいライオン』を制作した（大藤信郎賞を受賞）。
やなせは手塚のことを自著『アンパンマンの遺書』にて次のように記している「当時の小学生で漫画がうまいというのは、手塚治虫のマネがいかにうまくできるかということだった。」「手塚治虫という名前は、ぼくも風のたよりに聞いてはいたが、それはまったく別世界のできごとで、ぼくには無関係だった。」「ある日、電話が鳴った『もしもし、やなせさん、手塚治虫です』『あ、どうも』『実はね、今度虫プロで長篇アニメをつくることになったんですよ』『はあ、大変ですね』『それで、やなせさんにキャラクターデザインをお願いしたいんです。ひきうけていただけますか』『いいですよ』『それじゃね』だいたいこんな風な会話だった。手塚治虫はそのころはすでに漫画の神様に近く、名声も確立して収入は僕のX倍もあったが、ぼくとはまったく世界がちがったから、ほとんど関心はなかった。」「それなのに何故ぼくに電話してきたのか。わけが分からない。漫画家は冗談が多い。これは手塚治虫の冗談だと思って、すっかり忘れていた。ところがある日、また虫プロから電話がかかってきた。」「手塚治虫はもう遠くの国へ逝ってしまったが、ぼくは改めて聞きたい『手塚さん、なぜぼくに依頼したんですか？』」「ところが千夜一夜は興行的に大ヒットするのである。そして手塚さんはぼくに言った『ヒットのお礼に、何かアニメーションの短編を自由につくってください』『え、ほんとですか』『制作費はぼくのポケットマネーから出します。』ということで、ぼくは、はじめてアニメーションを手がけることになった。とにかく自分でつくれる作品ということで、すでにラジオでやっていて、脚本も音楽もできているやさしいライオンを選んだ。千夜一夜で山本暎一のやり方を見ていたので、大体のことは解ったし、絵コンテも手塚治虫と机を並べて描いたので要領はつかめていた」。
やなせは『千夜一夜物語』前後を境に、子供向け作品を描いていた手塚が大人向け作品を作ることが増え、逆に大人向け作品を描いていたやなせが子供向け作品を作ることが増えたことを『運命の交錯』と表現している。
2009年に江戸東京博物館で開催された「手塚治虫展」では、「ぼくが学んだのは、手塚治虫の人生に対する誠実さである。才能は努力しても、とてもかなわないが、誠実であることはいくらかその気になれば可能である。もちろん遠く及ばないにしても、いくらかは近づける。手塚治虫氏はその意味でぼくの人生の師匠である。」というやなせのコメントが紹介された（やなせは手塚より9歳年長である）。
寺田ヒロオ
寺田と手塚はトキワ莊で一緒に暮らしていた。トキワ莊に漫画家が続々と集まってくるのは、手塚が藤子不二雄の二人に14号室を譲ってからであるため、手塚は寺田と二人で住んでいた期間を「トキワ荘前史」と表している。寺田と手塚の部屋は向かい合わせだった。手塚と寺田は歳が3つほどしか違わず、手塚は寺田を「テラさん」と呼んでいた。
寺田は手塚のことをこう語る「今のようにアシスタントを使って漫画を描くというスタイルは、手塚治虫さんが最初でしょう。手塚さんの登場で少年漫画の世界は革命的に変わりました。それまでは、どちらかと言えば舞台的な作り方だったのが、彼以来、映画的なものに変わってしまったんです。背景も細かく書き込むようになったし。かなり複雑なストーリーのものが漫画の世界に現れたものも手塚さん以降でしょう。」手塚は自著で寺田のことを「寺田ヒロオ氏は児童漫画にかける情熱はすさまじく、高邁な信念をもって作品を描き、『スポーツマン金太郎』や『背番号0』などの名作を出した。その信念は終始一貫変わらなかった。ぼくの尊敬する漫画家のタイプの人である」と語っている。
手塚は劇画ブームの際、自身も劇画を描くなど対抗し乗り切ったが、寺田はそれができず児童漫画を貫くも、全く面識のない劇画作家（さいとう・たかを）に自分の描いた原稿を送り付け、「あなたはこんな物を描いていては駄目だ。漫画を描くならば、こういった物を描きなさい」と、一方的に諭したこともあったという。寺田の漫画は打ち切られ、寺田は自宅に引きこもりがちになる。1981年のNHK特集『現代マンガ家立志伝』で、トキワ莊メンバーが同莊会を開くという内容の番組が放送されたが、寺田は来なかった。そのとき、手塚は「テラさんは？」と語り寺田が来ないことを知ると、「ああ、惜しい・・」と残念がる姿が放映された。寺田はその後、トキワ莊メンバーとはほとんど会わなかったものの、1990年に自宅に旧知の仲間を呼んで宴会をした後、自室に引きこもる生活を続け、1992年に死去している。
福井英一
福井の柔道漫画『イガグリくん』（『冒険王』1952年 - 1954年連載） は連載時絶大な人気を誇っており、当時手塚は福井を最大のライバルとみなしていた。ライバルとしてだけではなく手塚の描いた「38度線上の怪物」には福井が登場し、福井が描いた『イガグリくん』には手塚が登場するコマがあるなど交流もあった。しかし、酔った福井が手塚に「やい、この大阪人、あんまり儲けるなよ!」とふっかけて口論となり、手塚の返答に「稼ぐばかりが能じゃねえ、子供だ、子供のことをちったァ考えてみろ」「金のために描いているしか思えねえ、この大阪人め!」と罵倒したこともある。1954年ごろ、手塚は『漫画少年』連載の「漫画教室」の中で、良くないストーリー漫画の例として『イガグリくん』を模した作品を登場させて福井の怒りを買い、福井の抗議を受けて馬場のぼるの仲裁で謝罪している。手塚は翌月の「漫画教室」に、漫画の先生が福井と馬場らしきシルエットの人物にやり込められている様子を描いて謝罪の意を表した。そのしばらく後に福井は過労で急逝しており、手塚は死去の報を受けて、競争相手がいなくなったことに「ホッとした」という感情を覚え、そのことで自己嫌悪に陥ったと記している。手塚は直後アシスタントしてもらっていた高校生時代の石ノ森章太郎にハガキを出している。「福井英一氏が亡くなられた。今、葬儀の帰途だ。狭心症だった。徹夜をしたんだ。終わって飲みに出て倒れた。出版社が殺したようなものだ。悲しい、どうにもやりきれない気持ちだ。おちついたら、また、のちほどくわしく知らせるから…」その手紙を受け取った石ノ森は、手塚の悲しみが行間からにじみ出てるようだったと語っている。その後手塚は漫画『世界を滅ぼす男』で空に浮かぶ雲を福井の形にして、自身の追悼の気持ちを漫画の中であらわした。その雲は穏やかな生前の福井の顔の形をしており、頭の上部には天使の輪の形をした雲が付いていた。手塚は福井が亡くなったことによるショックで、手塚と福井が連載していた『漫画少年』に『あと2年で漫画家を辞める』とまで発表し、漫画家を辞め医者を目指すつもりであった。
水木しげる
水木しげるはデビュー当時、漫画は手塚治虫のような作風の漫画しか売れず、「私は（手塚治虫を）ライバルだと思ってやってきた。若い時から漫画界に君臨してきた彼に対して屈折した思いもあった」「手塚さんがコンクリート塗装の大きな道を闊歩してきたとすれば、私は細く曲がりくねった悪路をつまずきながら歩いてきたようなものだ」と自著『水木さんの幸福論』で語っている。
『週刊少年マガジン』の編集長だった内田勝によると、1965年から同紙で連載開始された水木の妖怪漫画『墓場の鬼太郎』を目にした手塚は、その内容から受けたあまりの衝撃に、自宅で階段から転げ落ちたという。やがて『ゲゲゲの鬼太郎』と改題された同作品によって「妖怪ブーム」が起こると、手塚はこれを意識して『どろろ』を発表している。一方、水木の作品には棺桶職人を主人公にした短編「一番病」 があるが、これは手塚によく似た主人公が一番になろうとばかりして酷い目に会う、という物語である。また水木の作品を元にして、手塚の地元である宝塚ファミリーランドで『ゲゲゲの鬼太郎』のアトラクションが開催されていたことに対し、手塚は難癖と取られても仕方がない発言を行ったという。
水木は雑誌のインタビューで手塚のことを直接名指ししたわけではないが、「水木サン（水木の一人称）はいつでも自分がオモチロイと思ったものだけを描くんです。誰かにウケるものを描こうなんて考えたこともない。そんなことを考えて描く人は三流ですよ」と語っている。
水木の長女の尚子は父・水木しげるの妖怪漫画よりも、かわいい絵を描く手塚の大ファンだった。水木の次女の悦子は「姉が手塚さんのマンガをかなり読んでいたことを水木は気にしていたようです」と話している。また水木の娘が水木に対して「お父ちゃんの漫画には未来がない。手塚漫画には未来がある」と言うと。水木は「これが現実なんだ！おれは現実を描いているんだ！」と激怒したという。水木の娘が手塚からサインを貰ったときは『お父ちゃんの雑なサインと違って、丁寧に描いてくれた！』と言い、水木をガッカリさせている。
一方、手塚の息子の眞は、幼少期は『ゲゲゲの鬼太郎』のファンで、父親の漫画よりも好んでおり、水木の娘と好対照であった。
後に眞が制作した映画『妖怪天国』は水木の影響を受けており、手塚治虫・水木しげる両人ともゲスト出演している。手塚によると、この映画への出演は眞から「水木に特別出演してほしいが、個人的に知っているか?」という相談を受けたところから始まった。手塚はこれに対して「ああ、いろいろつき合って貰ってるよ」と返答した、と記しており、手塚と水木は漫画家としての交友は持っていたことがうかがえる。
手塚の漫画『I.L』には主人公のI.Lの顔がモンスターになるシーンで水木が登場する。そのとき、水木はI.Lに関心を寄せた台詞を語っている。同じく手塚の漫画『三つ目がとおる』の「ガイコツ・ショー」の話では、テレビ局に乗り込んだ写楽達の場面で水木が登場し、三つ目小僧に付いて語っている。受け手であるタレントは「水木センセイのお話はこわかったですねー」と返答。「火の鳥 鳳凰編」では茜丸が様々な生き物に生まれ変わった夢を見る場面で、夢から目覚めたときの吉備真備が水木の登場人物「ねずみ男」の姿に変わっている。手塚は水木を自分の漫画に登場させる時は水木に電話で許可を取るようにしていた。『週刊少年マガジン』1969年3月30日号の企画で、漫画家とその妻の集合写真を撮ったときは、手塚と水木は二人仲良く並んで撮影している。
上記のように「手塚と水木は不仲である」ということが語られることもあるが、水木本人も後年の書籍で手塚との不仲を否定している。
諸星大二郎
手塚賞応募作である『生物都市』を手塚は筒井康隆とともに絶賛し、この作品は満場一致で手塚から手塚賞が送られた。諸星および星野之宣と鼎談した際、手塚は「僕は諸星さんの絵だけは描けない」と発言している。手塚の漫画『ルードウィヒ・B』では、諸星のことをみなもと太郎や坂口尚などとともに「天才」と評価し、「自分を大事にして自分の個性を出していく者が結局強いんですよ。どこでも通用するんすよ。こういうのが自分の個性で勝つんすよ」と主人公のルードウィヒに語らせている。
いしかわじゅん
イベントでいしかわが吾妻ひでおと一緒に手塚と同席した際、「この2人は若手の間では神様みたいな人」と手塚に紹介されたことがある。そのとき、いしかわは「神様に神様といわれるのは妙な気分であった」と語る。またそのとき、手塚は「いしかわ氏はぼくの影響を全然うけてないからなー」と語り、いしかわは「（そんなことないですよ。あなたの影響を受けていない漫画家なんていませんよ）」と心の中で語った。またいしかわは『七色いんこ』中のキャラとして登場させたいとのことで手塚から電話をもらったことがある。『七色いんこ』に登場した際のいしかわは、吾妻ひでおとキスをするという役柄であった。手塚はいしかわの作品『憂国』に対して「いしかわ氏の憂国なんかおもしろいよね」と発言もしている。
いしかわは手塚が亡くなった際に「今朝起きたら手塚治虫が死んでいた」「歴史上の人は死なないと思っていた。生死を超越した存在だとばっかり思っていたのだ」とそのショックを語った。
寺沢武一
寺沢は特に手塚のファンという訳ではなかったが、たまたま週刊少年チャンピオンで連載していた「ブラック・ジャック」内のアシスタント募集の広告を見て、手塚プロダクションに作品を投稿する。そのときは手塚プロダクションの採用担当者の判断により不採用となったが、後日、手塚治虫が直々に寺沢の絵を見たところ寺沢の絵を気に入り、手塚のアシスタントに採用された。ジャンプコミックスで寺沢の『コブラ』第1巻には、手塚があとがきに寄稿している。手塚はその中で「じつは、助手を募集したとき、どういうわけか寺沢くんは選にこぼれてしまっていた。あとから気づいたぼくは、大慌てで彼を採用しなおした。こんなすごい絵がかける人をなんで見落とすんだ！こうして四人の採用者に彼が一人加わり、それが結果的に、彼がトップにプロの道へ進むきっかけをつくったのだった。」「彼の絵は緻密で、丹念で、しかも美しかった。ことに背景を描かせると抜群だった。」「ジャンプにプロ第一作を載せたということは、寺沢くんにとって大成功だと思う。」と寺沢のことを絶賛している。当時、寺沢は手塚の専属アシスタントをしていたにも拘らず、一人だけ残業をせず、「これから自分の創作活動するんで帰ります」と 早めに帰宅していたが、手塚は寛容に扱っていた。理由は「彼はとても才能のある子だから、一日でも早くアシスタントを卒業してデビューして欲しかった」 とのこと。寺沢は、手塚が火の鳥の原稿をカッターで切り、構図を変えているのを見て「うわっこんな風に発想するのか！」と驚いたという。また寺沢は手塚のことを「僕の思いつきを先生は面白がってくれた。きっとそういう新しい血が欲しかったんだと思う」「手とり足とり教えてくれたわけじゃないがすごくいい時間をもらった。僕にとって金に換算できない貴重な経験だった」と語っている。
あだち充
あだちは、高校在学中に手塚の雑誌『COM』に投稿していた。そしてCOMの新人賞において、『虫と少年』が手塚によって佳作2位に選ばれた。以後『COM』の読者コーナーにしばしば登場。あだちは手塚が死去した際に『週刊少年サンデー』上で次のような追悼文を寄せた。「亡くなられた2月9日は僕の誕生日でした。鉄腕アトムの誕生の年に生まれた僕としては、手塚先生の影響は計り知れません。虫プロ主催の雑誌『COM』がなかったら、漫画の作品めいたものも描かなかったでしょう。心からご冥福をお祈りいたします。」
夏目房之介
夏目は小さな出版社に勤めながら、自分の漫画をいろんな人に送っていた。そうすることによって仕事がくるかと思っていたが、これは彼曰く全然当て外れであった。しかし、手塚治虫から夏目へと直筆のハガキが届き、その中には「24Pのものが一番面白かったと存じます」とわざわざ夏目の作品を褒めるものであった。このことに夏目は「信じられない」と語る。1977年、夏目が実際に手塚と出会ったときには「ああ自費出版を送っていただいて。あの本ね、面白いから編集者に貸したらそれきり返してくれないんです。『週刊朝日』や『ヤングコミック』の仕事も拝見してますよ」と手塚に言われ、夏目は感銘を受けている。同時に「怖い人だ」という感想も述べている。これは当時、無名の新人であった自分の作品にもチェックを入れてくる手塚のプロ意識に対して尊敬と畏怖をこめてそう評している。
手塚死去の際、夏目は次のように語っている。「亡くなったことを知ってから、あちこちの連載に片っ端から追悼文を書いた。書いているうちは比較的冷静なのに、書き終えてみると、みぞおちのあたりから痙攣が馳せのぼってきて泣く。『うぉっうぉっうぉっおっおっ』と、まるでオットセイである。幼いころからのいろんなことが、いちどに手塚さんにむかってほとばしったみたいな泣き方で、これを書くたんびにくりかえすのである」「手塚さんの死を知ってから、表層的には平静だった私が『月刊コミックトム』（遺作『ルードウィヒ・B』の掲載誌）に追悼文を書き、最後に『手塚さん、さようなら』と記した途端に泣いた」「手塚治虫さんは、私などにとって好きとか嫌いとか、影響を受けたとか受けないとか、そういう表層的な存在ではなかった。だから、作品ひとつだけあげろと言われると『そんなことができるもんか！』と、どなりかえしたくなる」

### 関係の深いアニメーション監督
富野由悠季
富野は小学生のころ、1年先輩の友達の家で雑誌『少年』に連載されていた『アトム大使』で初めて手塚作品と触れ合う。そして小学5年生の4月から両親に『少年』を毎月買ってもらうようにお願いした。そのときのことを富野は「漫画が掲載されているような雑誌は買ってはいけないというのがうちのテーゼだったんです。それを拝み倒して4月から買ってもらったときに偶然『鉄腕アトム』の連載が始まった月だったんです。本当に衝撃的でした。それまではまだ・・・こんなタイトルあげても若い人は分からないかも知れませんが『のらくろ』の漫画がつまり戦前の漫画がちらちら残ってるんですよ。家の中に。そういうものを読んでお茶を濁していたという気分のところに、これが来ましたんで、要するに昔の軍隊話でないまったく新しい漫画が来た。ということで本当にびっくりしたし、何よりも物語を読まなければならない、つまり、絵だけを見ていたらすまないぞという物語を手塚先生がお描きになったというのが、やはり、いや、これは低俗な漫画ではないという断定を子供心にしてくれたという意味ではとてもすごい作品だったという風に思っています。」また、富野は手塚の『来るべき世界』にさらにそれを超える衝撃を受けたということも語っている。富野は、小学6年生のときには「僕は漫画で初めて女の子を知った」と『来るべき世界』のポポーニャが覆面を外すコマを上げた。
富野は日本大卒業後の1964年（昭和39年）、手塚治虫が設立したアニメ制作会社の虫プロダクションに入社した。富野は手塚から直々に『鉄腕アトム』の演出に抜擢されアニメ後半の演出の多くは富野が手がけている。富野の初監督作品は手塚の漫画を原作とした『海のトリトン』である。富野は手塚治虫を振り返りこう語っている「アニメは全部動かさなくても伝えられるということを教えてもらった。」「週ペースでものを作ることにすでに現場は慣れていましたが、とにかく忙しく、演出論などを議論をしている時間はなかった」「虫プロでマンガ家でアニメーターの真似事をしている人が社長であるわけがない。早く演出にならないと給料安くてやってられないと思っていた僕に「演出やらない?」と言ってきたとき、ああやはりこの人はマンガ家でありクリエイターであって社長ではなかった、と思った。オレの映画観と手塚先生の映画観が違ったから。手塚先生の映画観は甘いんじゃないかと思ってた。手塚先生が満足した作品はないと思う。」「映画は好きに作ってすむものではない。好きだけで作れるとは思わないで下さい。それでも作るなら、手塚先生と同じ手の速さと学識を持ってほしい。僕もその1億分の1くらいになれるように頑張ります。」「（『ジャングル大帝』のシナリオの社内募集にコンテを持ち込みした際）それが採用されるというのは、じつはハナからわかっていた。なぜなら、コンテを読める奴はいないのだから、ぼくのコンテだって採用される。虫プロのコンテの基準は、マンガ絵がはっきりしていればいいのであって、映像的な評価を意識したものはないから、りんちゃん（＝りんたろう）的なコンテであればとおるとふんだのだ」「だからといって、手塚先生がコンテを読めないことをあげつらうつもりはない」「手塚先生だって、若い連中が描いたコンテはなおすし、短編アニメのコンテをきらせたら天下一品であるのだが、ストーリー・アニメのコンテは不得手でいらっしゃったというのが、ぼくの評価である。こんなエピソードを書いたからといって、TVアニメのパイオニアである事実を貶めることにはならないし、マンガ家として天才であることを汚すことにもならない」
手塚は富野の監督作品『機動戦士ガンダム』について「機動戦士ガンダム以降では子供向けアニメが受けにくくなった」と語っている。
手塚が死去したときのことを富野は次のように振り返っている「先生が亡くなられたと聞いた翌朝、失礼をかえりみず先生のお宅にあがりこんで、死に顔を拝見できなくとも近くにいたいと願った。その行為は今も恥じていない。師のエキスの一万分の一も真似することはできないだろうけど、ここに従うものがいると知ってほしいと思うのは、生きている者の欲である。」
りんたろう（林重行）
りんたろうは1963年に東映動画から手塚治虫の虫プロダクションに移籍した。これは東映動画ではやりたかった演出ができなかったためである。りんたろうは念願がかなって「鉄腕アトム」の演出を務めた。彼は手塚のことを「偉大なマンガ家であり、寝食を忘れて一緒に仕事をしたチーフ。覚えているのは、動画机を並べて仕事をしていたときのこと。地震みたいにガタガタガタガタ揺れ出した。先生は調子に乗ってくると貧乏揺すりをするクセがあった。あとは音楽に造詣が深かったこと。朝からコンテをかきつつベートーベンの第5（運命交響曲）をかけていた。商業主義でアニメがどんどん大きくなり、先生が本来やりたかったアニメとどんどんかけ離れていった。でも先生は悩みながらアニメを手放さなかった。プライベートなフィルムを作ってバランスを取っていたんだと思う。でも、最後までどの作品にも満足しなかったのではないか。」と語る。
杉井ギサブロー（杉井儀三郎）
杉井は幼少のころより手塚作品を読んで育った。彼はこう語る「手塚先生の『新宝島』に出会ったのは7歳のとき。その紙のザラザラした感触も覚えている。手塚先生のマンガはほかのマンガと違って、読むというより映画を見ているという印象だった。」「僕は手塚マンガから映画の作り方を教わった。」「手塚先生と初めて会ったのは20代初め。小学生のころからファンで雲の上の人だったけど、冷静に考えると先生もまだ30代。30代の若者が20代の若者を集めて作ったのが虫プロだった。一番教わったのは、エンターテインメントというのはチャレンジだということ。常にチャレンジしていないと古びてしまう。だから同じことを繰り返してはいけない。先生はホントにマンガが好きだったんだろうか、マンガではなく映画が好きで、映画を書いていたんじゃないかと思う。」
手塚は杉井のことを「ギッちゃん」と呼んでいた。
出崎統
出崎は小学4・5年生のころより手塚治虫に憧れて漫画を描いて育った。その後、虫プロに入社する。彼は次のように語る「僕は手塚治虫にあこがれ、マンガ家を目指して挫折して、偶然虫プロに入ることができた。先生を目の前にしてもこちらからアクションを起こすことなんてできなくて。何か思い出を作っておけばよかったと後悔してる。一度、アトムのコンテを見せたとき『出崎君、エンターテインメントを忘れないで』と言われた。僕は暗い話が好きでそんなのばかりやっていたから。それからずっと、エンターテインメントって何だろう、と考えて、今日まで来てしまった。マンガでもアニメでも手塚作品の主人公はいつも悩んでる。そこにひかれたから、僕も『ロボットとは?』『人間とは?』とアトムをいつも悩ませた。それで『エンターテインメントを忘れないで』と言われちゃったけど、反権力で心の中に葛藤を抱えている、そういう主人公にあこがれ、僕もそういう作品を目指している。」
高橋良輔
高橋も幼少のころより手塚治虫に憧れて育ち1964年に虫プロへ入社した。「私も手塚先生のファンで、別世界の人と思ってた。虫プロの試験でお会いして「ホンモノだーっ!」って思った。神様みたいな存在だったのが、一緒に働いているとどんどん「ちょっと年上のただのオジサン」になっていった。徹夜して机の下に寝ていると何か圧迫感があって、見たら隣で先生が寝ている。手塚先生と添い寝しちゃった。後になって自分のスタジオを高田馬場に持ったとき、手塚プロも高田馬場にあったので、たまに坂道なんかで会うと声をかけていただき、ますますオジサン度が強まった。亡くなってからは、今度は偉大さが強まってきた。自分が生きて出会った、いちばん偉大な人、という思いを強くしている。「アトム」の後、30分のテレビアニメが増え、手塚アニメの人気が一時下がった。すると先生は大人向けの長編を作って大ヒットさせた。業界がまたそういう方向を食いつぶしていると、2時間という枠のアニメを今度はテレビでやった。開拓者、挑戦者だった。その遺志を継いで何とか新しいものを作っていこうと頑張っている。」「今仕事してみると、『先生が生きていたらどういう風に言ってくれるのかな』とか、先生のチェックがないということがね、あらためて『先生が亡くなっちゃったんだなあ』と。そういう意識の仕方ですね。」
ちなみに、高橋の監督作品『装甲騎兵ボトムズ』の主人公キリコは手塚の作品『ブラック・ジャック』の登場人物から取られている。
宮崎駿
宮崎は手塚のアニメーション制作に対し批判的であった。手塚の訃報に際し、宮崎は手塚の漫画史における功績に敬意を表しつつも、手塚のアニメ作品を、店子を集めてムリやり義太夫を聴かせる落語の長屋の大家と同じ旦那芸であると痛烈に批判し、手塚がリミテッド・アニメーションとフルアニメーションの違いもろくに理解せず喧伝していたことや、ロトスコープを慌てて買い込んだことに触れ、「アニメーションに関しては（中略）これまで手塚さんが喋ってきたこととか主張したことというのは、みんな間違いです」「アニメーションに対して彼がやったことは何も評価できない」と述べ、「趣味としてみればわかるんです。お金持ちが趣味でやったんだと思えば」と総括している。
一方で、手塚がテレビアニメ黎明期に『鉄腕アトム』を安価な予算で作ったことが、日本におけるアニメの製作費が低くなる前例となってしまった件については、日本が経済成長を遂げていく過程では必然のことであり、「引き金を引いたのが、たまたま手塚さんだっただけ」とする立場を取っている。
漫画作品に関しては後の2009年のインタビューにおいて、7歳のときに読んだ『新宝島』に「言い難いほどの衝撃」を受けたことを明かし、「僕らの世代が、戦後の焼け跡の中で『新宝島』に出会った時の衝撃は、後の世代には想像できないでしょう。まったく違う世界、目の前が開けるような世界だったんです。その衝撃の大きさは、ディズニーのマネだとか、アメリカ漫画の影響とかで片づけられないものだったと思います」と語っている。また、その後のSF3部作（『ロストワールド』『メトロポリス』『来るべき世界』）の虜になっていたことも認め、「モダニズムとは、繁栄や大量消費と同時に、破壊の発明でもある。そのことに、ひとりアジアの片隅で行き着いたのが手塚さんだった」と評している。当初、漫画家を目指していた宮崎がアニメーターに転じたのは、絵が手塚の亜流に見えてしまうことが理由のひとつにあったという。また、手塚のアニメについて、従来の評価は変わらないとした上で「僕は手塚さんがひどいアニメーションを作ったことに、ホッとしたのかもしれません。これで太刀打ちできると」と述べている。
雑誌の寄稿文では「十八歳を過ぎて自分でまんがを描かなくてはいけないと思ったときに、自分にしみこんでいる手塚さんの影響をどうやってこそぎ落とすか、ということが大変な重荷になりました。ぼくは全然真似した覚えはないし実際似てないんだけど、描いたものが手塚さんに似ていると言われました。それは非常に屈辱感があったんです。模写から入ればいいと言う人もいるけどぼくは、それではいけないと思い込んでいた。それに、手塚さんに似ていると自分でも認めざるをえなかったとき、箪笥の引き出しにいっぱいためてあったらくがきを全部燃やしたりした。全部燃やして、さあ新しく出発だと心に決めて、基礎的な勉強をしなくてはとスケッチやデッサンを始めました。でもそんなに簡単に抜けだせるはずもなくて…。」と語り、その後のインタビューでは「僕は、手塚さんとはずっと格闘してきましたから。それは『恩義』だけれど、そんな言葉で語れるほど簡単なものじゃありません」とも語っている。
宮崎は東映動画に入社した年である1963年に手塚治虫が原案を務めた『わんわん忠臣蔵』にアニメーターの一人として参加している。1977年には同じく手塚治虫原案の『草原の子テングリ』でレイアウトを務めた。
手塚は宮崎の『ルパン三世 カリオストロの城』に対し「僕は面白いと思った。うちのスタッフも皆、面白がって観ていた」と『ぱふ』のインタビューで語っている。
1981年には手塚と宮崎との合作『ロルフ』も予定されていた。手塚はアニメージュの紙面上で次のように語っている。「『ロルフ』－－－この有名なアングラ・コミックを宮崎さんが長編アニメにしたいという執念をぼくにもらされたのは、もう半年くらい前のことです。『じゃりン子チエ』の追い込みも終わった前後のことで、どうしてもこれだけは国際的アニメに作り上げたいという夢を、大塚康生氏とともに語られました。ぼくたちは、この夢の実現を目ざして、どんなに時間がかかっても成就したいと思っています。それにはT社の社長および原作者の強力なご援助がなければできないことです。コケの一念で実現させたいと思います。宮崎さんは、きっととてつもないもの凄い映画に作り上げられることでしょう」。この合作は実現しなかったが、ロルフの企画は名前と形を変え『風の谷のナウシカ』となった。
手塚は『風の谷のナウシカ』が大ヒットしたのを見て、「凄く悔しがっていた」と元アシスタントの石坂啓が述懐している。また、手塚は晩年にアニメーターで元トキワ荘住人の鈴木伸一とともに『天空の城ラピュタ』を観たという。映画を観た後、手塚は鈴木に「面白かった？」と聞き、「は、はい。」と答えた鈴木に対し「そうかな？」と述べ、宮崎をライバル視していたという。
宮崎は2011年10月に刊行した著書『本へのとびら―岩波少年文庫を語る』で、これまでの手塚への発言について「手塚さんは今の僕より若くして亡くなった方ですから、僕より若い人なんだ、とこのごろは思っているんです。年寄りがとやかく言うことではありません。」と述べている。

### その他
トレードマークは、ベレー帽と分厚い黒縁眼鏡。人前で帽子を外すことは滅多になく、「帽子を被ってないときは映さないで」と照れ笑いする様子が映像に残っている。しかし、街中を歩くとき、仕事中、タクシーの中などはベレー帽を脱いでいることが多かった（これにはベレー帽を脱いでいると街中を歩いていても手塚治虫であると気づかれにくい利点もあったようである）。ベレー帽は、もともと横山隆一を模倣してかぶり始めたもので、横山はやがてベレー帽の使用をやめたが、手塚は自身の漫画の中でも自分自身をベレー帽と黒縁眼鏡と鼻が大きい人物として特徴付けており、生涯これを変えることをしなかった。このベレー帽をかぶる風習はトキワ荘のメンバーにも伝わり、石森章太郎や藤子不二雄（藤本弘）などもベレー帽をかぶっていた。また、トキワ荘のマンガ家のあいだでよく用いられた「～氏」という敬称はもともと手塚が使っていたもので、相手の年齢にかかわらず用いられて便利ということで広まったと水野英子は証言している。
身長は170センチメートルと、戦前生まれとしては大柄であった。視力は度の強い近視であった。甘いものが好きであったために歯を悪くした。特に「チョコがなければ仕事ができない」というほどのチョコレート好きであり、死後に施錠されていた仕事机の中からかじりかけの板チョコが見つかった。
人並み外れた仕事量をこなしたことで知られているが、決して家庭を蔑ろにすることはなく、誕生日とクリスマスには必ず家族でレストラン・ディナーをとる習慣があり、計画を立てて正月と夏休みには家族旅行に出かけていた。田中圭一には「マンガ家としてだけじゃなく父としても神」と評された。
アシスタント経験のある漫画家古谷三敏によると、手塚はアルコールがあまり飲めず、煙草も普段は吸わなかった。バーで煙草をふかしたときは上手く吸い込めていなかったという。
1962年に日本共産党への支持を表明後、日本共産党の選挙応援にたびたび駆け付け、赤旗にも掲載されていた。一方で、自由民主党の機関紙である「月刊自由民主」にも、1984年10月号に寄稿したことがある。
娘のるみ子によると、生前から「自分が死んだら、自分の作品は誰にも読まれなくなるんじゃないか」という不安をずっと抱き、「死んでしまったら作家は終わりなのだ」と恐れていたということで、「自分が死んでも、3年間は誰にも言うな」と周りに伝えていたことがあったという。

## 年表

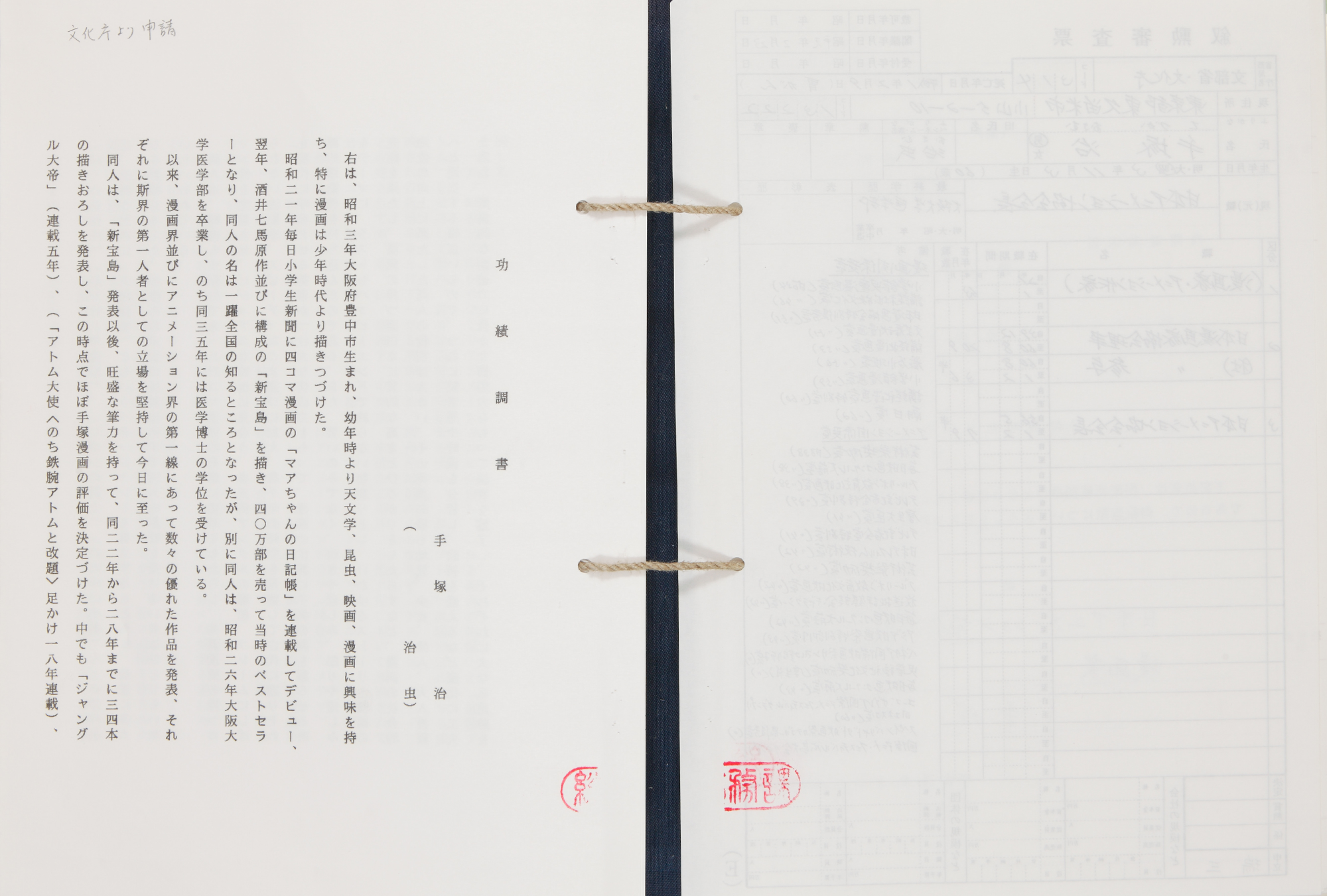
叙勲の推薦の際に作成された功績調書（1989年（平成元年））

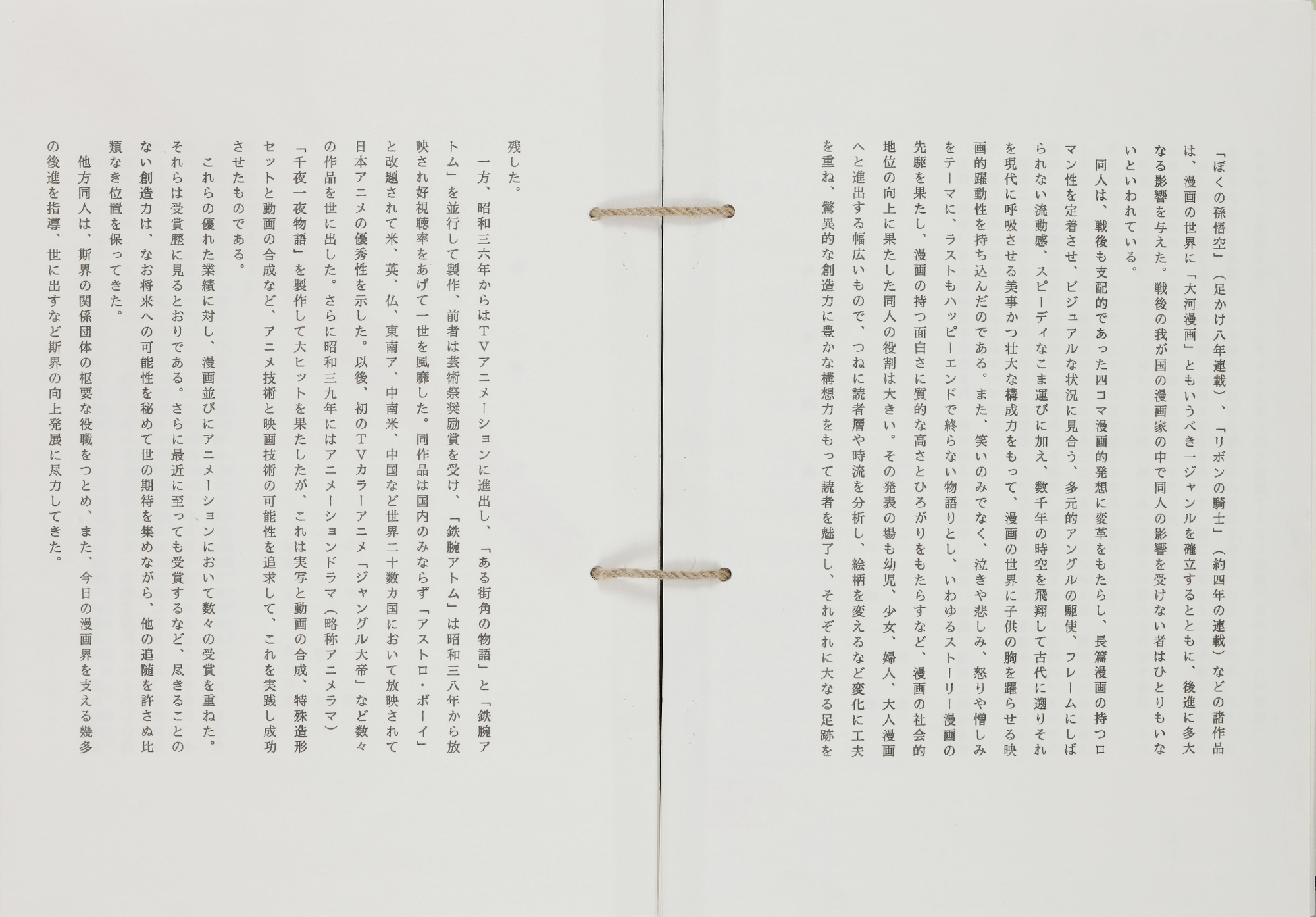
同上

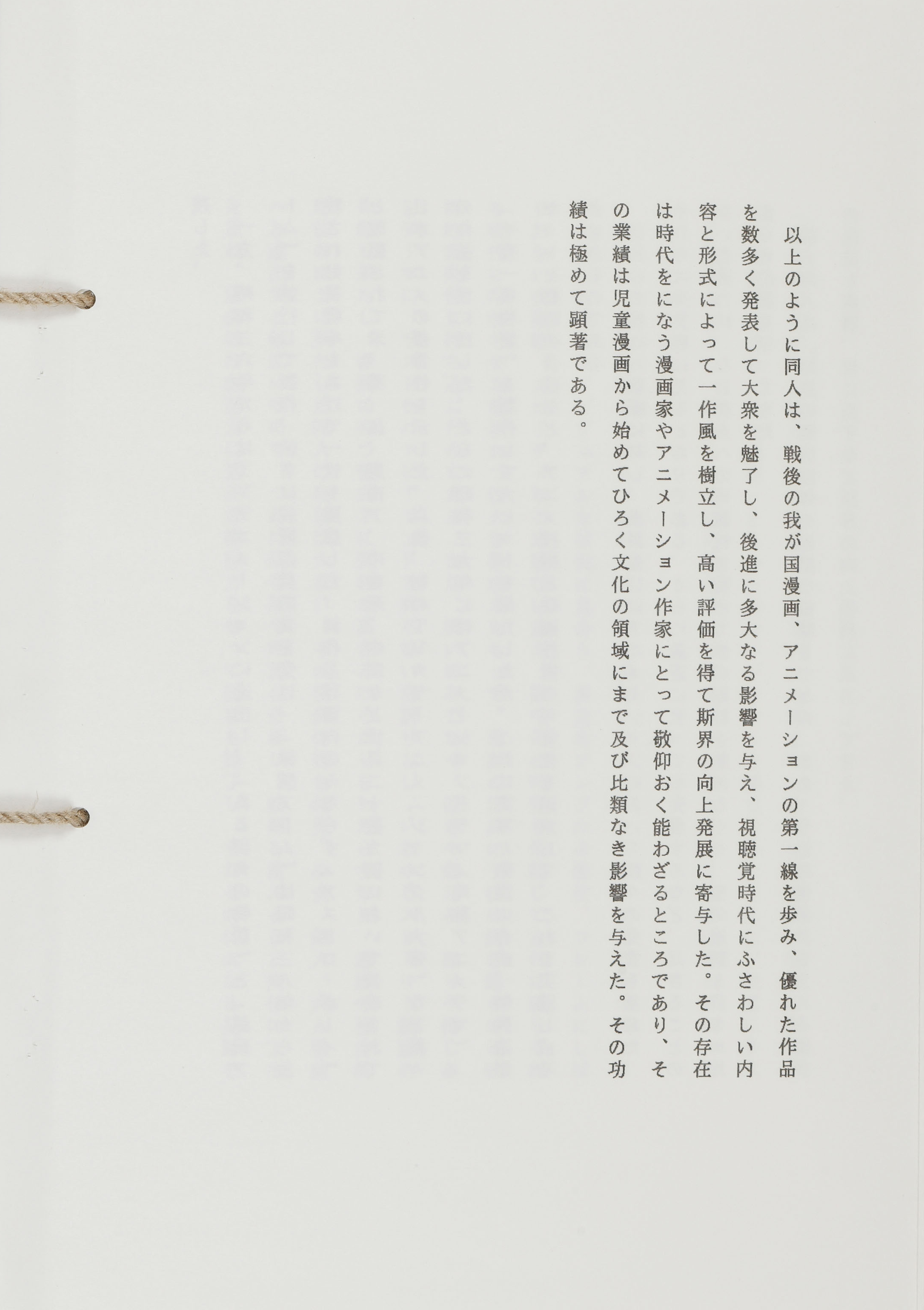
同上

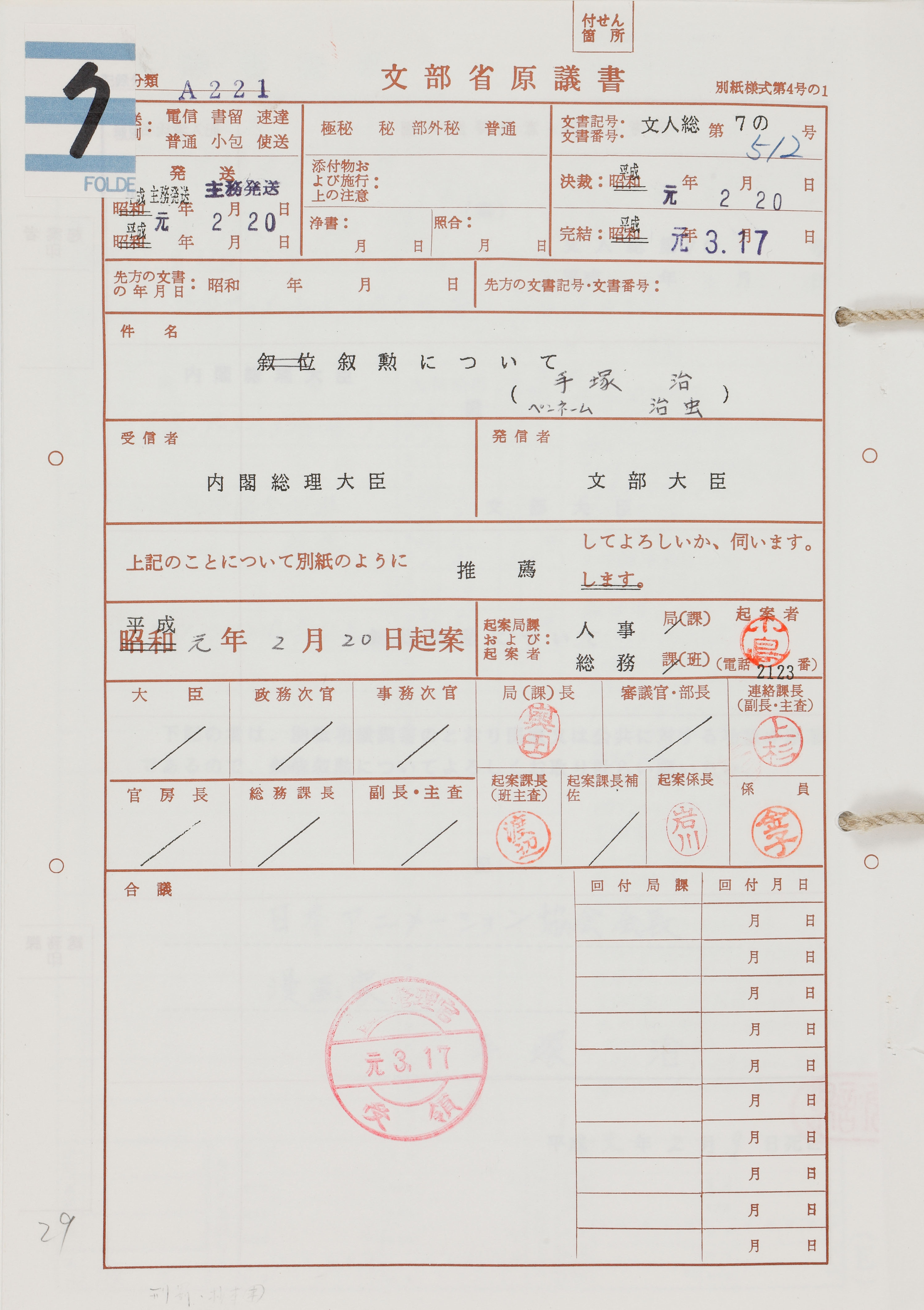
同上に付された表紙（文部省原議書）

- 1928年11月3日 - 大阪府豊能郡豊中町（現・豊中市）に生まれる[281]。※岡町相生通りに生誕から2歳まで、引っ越して岡町曽根（萩の寺の付近）に2歳から5歳まで。
- 1933年 - 5歳のとき兵庫県川辺郡小浜村（現・宝塚市）の川面（かわも）の高台のふもとの元祖父の屋敷に一家で引っ越す。このころから母とともに宝塚歌劇に親しむ。
- 1935年 - 池田師範学校附属小学校（現・大阪教育大学附属池田小学校）入学[282]。
- 1939年 - 自分の名前「治」に虫を付けて「治虫」をペンネームとする。
- 1941年 - 大阪府立北野中学校（現・大阪府立北野高等学校）入学[283]。
- 1945年3月 - 北野中学を卒業[283]。勤労動員中6月の大阪大空襲に遭遇。7月、大阪帝国大学附属医学専門部に入学[283]。
- 1946年1月1日 - プロデビュー作の四コマ漫画『マアチャンの日記帳』（少國民新聞（後の毎日小学生新聞）大阪版）の連載開始[283]。
- 1947年 - 酒井七馬がもちかけた企画による長編漫画単行本（赤本）『新寳島』が刊行された（初版1月30日、4月20日、6月1日、7月25日と版を重ねて累積40万部が売れたとされる）。
- 1950年（22歳） - 上京中に学童社に立ち寄って加藤謙一と出会い、持っていた単行本用の原稿を見せたところ連載が決まり『漫画少年』誌で『ジャングル大帝』の連載開始。
- 1951年 - 1年留年し、大阪大学附属医学専門部（旧制）卒業。毎日放送開局時のアナウンサー採用試験に合格。偶然通りかかって受験してみたところ合格した、と後年同局の番組『あどりぶランド』で語っている。光文社の月刊誌『少年』に『アトム大使』（当初の予定はアトム大陸）を連載開始。
- 1952年 - 医師免許取得。『アトム大使』から路線変更した『鉄腕アトム』（連載予告では鉄人アトム）を『少年』 に引き続いて連載。東京都新宿区四谷に約1年半下宿する（四谷交差点（北西角。メトロ2番入り口前）「成木屋青物店」の2階。のちの漫画作品「四谷快談」の舞台。『鉄腕アトム』などの執筆場所）。
- 1953年（25歳） - 東京都豊島区椎名町5丁目（現：豊島区南長崎3丁目）のトキワ荘に入居[284][285]。『リボンの騎士』を講談社の月刊誌『少女クラブ』に連載開始。
- 1954年 - 『週刊朝日』の昭和29年（1954年）4月11日号、頁22-23で「知られざる二百万長者 児童マンガ家・手塚治虫という男」として紹介される。
- 1954年 - 10月に豊島区雑司が谷の並木ハウスに下宿[284]。
- 1957年 - 東京都渋谷区代々木初台に借家。
- 1958年（30歳） - 第3回小学館漫画賞受賞（『漫画生物学』『びいこちゃん』）[284]。練馬区東大泉町（現：東大泉）の東映動画から漫画「ぼくのそんごくう」を元にした劇場用長編総天然色漫画映画『西遊記』の制作を持ちかけられて嘱託社員となる。
- 1959年 - 松下井知夫（まつしたいちお）が中心となって結成した「ストーリー漫画研究会」に参加（松下に結婚式の媒酌人を依頼）。
- 1959年 - 10月に岡田悦子と結婚[284]。『週刊少年サンデー』創刊号から『スリル博士』を連載する。
- 1960年 - 練馬区谷原町（現・練馬区富士見台）に自らデザインした自宅を建てる。
- 1961年 - 奈良県立医科大学から医学博士の学位を授与される。主に東映動画から引き抜いた人材を中心とする6名で手塚治虫プロダクション動画部を設立し（12月には株式会社虫プロダクションとして登記）、自宅の庭の一角に作った建物で非商用アニメーション作品「ある街角の物語」の制作を開始。長男・眞（本名：真）が誕生。
- 1963年（35歳） - 自ら創設して社長も務めた虫プロダクション制作の日本初毎週30分枠のテレビアニメシリーズ[注釈 3]『鉄腕アトム』（モノクロ作品）がフジテレビにて1月1日から放送を開始する（丸4年間放送）。『ある街角の物語』が芸術祭奨励賞、第1回大藤信郎賞、ブルーリボン教育文化映画賞を受賞。
- 1964年 - 長女・るみ子が誕生。
- 1965年 - 日本初の1時間枠テレビアニメ『新宝島』を1月3日に放送（これは本来は手塚治虫原作の漫画を毎月1回1時間の枠で毎回完結の独立したアニメ番組化していく構想「虫プロ・ランド」の第1作目であったが、経営的な面から製作継続は無理と判断され、これ一作だけが作られて中止となった）。日本初のカラーテレビアニメシリーズ『ジャングル大帝』がフジテレビで10月6日から放送。毎日新聞社の特派員記者としてニューヨーク世界博覧会を取材するために渡米した際に偶然に同博覧会場のペプシコーラ館前において生涯で一度だけとなったウォルト・ディズニーとの対面を果たす。W3事件。虫プロの版権部門を独立させた会社「虫プロ商事」を発足する。
- 1967年 - 虫プロ商事は月刊誌『COM』を刊行開始し、同誌に「火の鳥」の連載を開始。
- 1968年（40歳） - 虫プロ商事制作のテレビ番組「バンパイヤ」がフジテレビ系で放送開始。漫画制作のための手塚プロダクションを設立。
- 1969年 - 大人のための劇場用長編アニメーション『千夜一夜物語』を公開。
- 1970年 - 『火の鳥』で第1回講談社出版文化賞の児童まんが部門で受賞。日本万国博覧会（大阪万博）にて「フジパンロボット館[注釈 23]」をプロデュース。少年画報社の『週刊少年キング』誌連載の『アポロの歌』に過度の性的描写があるとして、一部地域で青少年に対する発売禁止を受ける。
- 1971年 - 虫プロ社長を退任。（虫プロ商事の社長は継続）。手塚プロダクション動画部を作り、テレビアニメシリーズ「ふしぎなメルモ」を制作し、朝日放送（現：朝日放送テレビ。TBS系列）で放送。
- 1972年 -『ブッダ』を連載開始。
- 1973年（45歳） - 虫プロ商事とそれに続いて虫プロダクションが倒産。虫プロダクションの経営から手を退いた後も、手塚は個人で多額の債務保証を行っていたため債権者に追われる身となるが、知人の葛西健蔵（育児用品メーカー「アップリカ」創業者）が後見人となり、版権の散逸は免れた。11月19日、『週刊少年チャンピオン』にて『ブラック・ジャック』の連載開始。
- 1974年 - 練馬区から杉並区下井草に引っ越す。
- 1975年 - 漫画作品『ブッダ』、『動物つれづれ草』により第21回文藝春秋漫画賞を受賞。『ブラック・ジャック』により第4回日本漫画家協会賞特別優秀賞を受賞。
- 1977年 - 漫画作品『三つ目がとおる』、『ブラック・ジャック』により第1回講談社漫画賞少年部門受賞。講談社『手塚治虫漫画全集』（当初は第1 - 第3期の全300巻を予定）刊行開始。
- 1978年（50歳） - 日本アニメーション協会（Japan Animation Association = JAA）の初代会長となった。
- 1978年 - 日本テレビ系の夏の『24時間テレビ』の中で、日本初の単発2時間枠のスペシャルアニメ番組『100万年地球の旅 バンダーブック』を放送。
- 1979年 - 児童漫画の開拓と業績により巖谷小波文芸賞受賞。
- 1980年 - 東久留米市へ転居。東宝洋画系で劇場用長編アニメーション『火の鳥2772 愛のコスモゾーン』を公開。サンディエゴ・コミック・コンベンション・インクポット賞受賞。国際交流基金のマンガ大使として国連本部、米国の大学で現代日本のマンガ文化について講演。映画『ヒポクラテスたち』に、大学病院の教授役でカメオ出演する。
- 1983年（55歳） - 漫画作品『陽だまりの樹』により第29回（昭和58年度）小学館漫画賞（青年・一般向け部門）受賞。
- 1984年 - 実験アニメーション『ジャンピング』がザグレブ国際アニメーション映画祭グランプリおよびユネスコ賞を受賞。
- 1985年 - 実験アニメーション『おんぼろフィルム』が第1回国際アニメーション映画祭広島大会グランプリ受賞。東京都民文化栄誉章受章。漫画家生活40周年、『講談社 手塚治虫漫画全集』（当初予定した3期分全300冊）の完結により、講談社漫画賞特別賞受賞。同年7月にフランスで開催された「日仏文化サミット85」（朝日新聞社、フランス文化省、コミュニケーション国際広場CICOM主催、日仏両国外務省後援）に参加。
- 1986年 - 漫画作品『アドルフに告ぐ』により、第10回講談社漫画賞一般部門受賞。
- 1987年 - 愛知県岡崎市で開催の地方博覧会「葵博」の総合プロデューサーを務める。『キネマ旬報』に連載した『観たり撮ったり写したり』によりキネマ旬報読者賞を受賞。
- 1988年2月13日 - 朝日賞受賞記念講演（東京・有楽町朝日ホール）、講演題「アニメーションと私」。
- 1988年6月4日 - 高橋健、矢島稔、田中栄治らと「日本昆虫倶楽部」を創設し初代会長に[286]。
- 1988年（60歳） - 戦後マンガとアニメーション界における創造的な業績により朝日賞受賞[287]。実験アニメーション『森の伝説』で毎日映画コンクール大藤賞受賞。ザグレフ国際アニメーション映画祭CIFEJ賞（青少年映画賞）を受賞。体調悪化により急遽入院（スキルス性胃癌と判明するが本人自身には伝えられず）。11月1日に大阪教育大学附属池田小学校で生涯最後の講演を行う。
- 1989年2月9日 - 胃癌により入院中の半蔵門病院にて午前10時50分に死去（60歳没）。戒名は伯藝院殿覚圓蟲聖大居士。没後に故人の意志に反し遺族が日本政府から勲三等瑞宝章叙勲[288]を受ける。日本SF作家クラブ主催第10回日本SF大賞特別賞受賞[289]。
- 1990年 - 東京国立近代美術館で回顧展。権威ある美術館で、没後1年足らずで回顧展が開かれた。国立美術館での漫画家の回顧展は空前のことであるという。同年、全業績に対して第19回日本漫画家協会賞文部大臣賞を受賞。
- 1993年 - 第4期講談社手塚治虫全集の刊行を開始（その後1997年12月に第4期の刊行は完了し、全部で400冊の全集が完結した）。

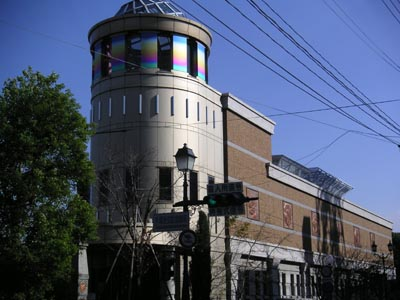
宝塚市立手塚治虫記念館

- 1994年 - 兵庫県宝塚市に、宝塚市立手塚治虫記念館が4月25日に開館した。これのメモリアル公演として宝塚歌劇団花組が第80期生初の舞台公演として『ブラック・ジャック 危険な賭け』『火の鳥』を上演。
- 2002年 - 米アイズナー賞の「漫画家の殿堂」入り。同年に日本漫画家協会と出版社5社は手塚治虫の誕生日である11月3日を「漫画の日」とすることを提唱。
- 2004年 - 漫画『ブッダ』の英訳版がアイズナー賞の最優秀国際作品部門を受賞。
- 2007年 - 2008年に生誕80周年を迎えることを記念して、手塚治虫作品を読者の手で選んで発行する『手塚治虫O（オンデマンド）マガジン』のサービスが開始される。
- 2008年 - 生誕80周年を記念して小学館から過去のコミックの特装版、純金製アトムなどの商品の発売、出身地宝塚でのイベント、アメリカ合衆国サンフランシスコでの手塚治虫展、広島国際アニメーションフェスティバル、東京国際映画祭で過去に自身が手がけたアニメ作品が特集されて上映。
- 2009年 - 江戸東京博物館で特別展「手塚治虫展」開催。
- 2009年10月 - 講談社『手塚治虫文庫全集』（全200巻）刊行開始。
- 2011年4月28日から6月30日 - 大阪大学総合学術博物館 侍兼山修学館で、大阪大学総合学術博物館第13回企画展「阪大生・手塚治虫 － 医師か？マンガ家か？－」開催
- 2012年 - 世田谷文学館にて「地上最大の手塚治虫展」開催。
- 2013年 - 練馬区立石神井公園ふるさと文化館にて特別展「鉄腕アトム放送50周年記念 － 鉄腕アトムが飛んだ日」（開催期間：2013年1月19日-3月24日）。
- 2013年 - 愛知県岡崎市「おかざき世界子ども美術博物館」で「手塚治虫展」。原稿や愛用品など約170点を展示（開催期間：2013年4月27日－2013年7月15日）。
- 2013年 - 東京都現代美術館で特別展「手塚治虫×石ノ森章太郎 マンガのちから」（2013年6月29日 - 9月8日）。以降、広島県立歴史博物館（2013年11月15日 - 2014年1月5日）、大阪歴史博物館（2014年1月15日 - 3月10日）、山梨県立博物館（2014年3月21日 - 5月19日）、宮城県美術館（2014年5月31日 - 7月27日）、長野県信濃美術館（2014年10月4日-12月7日・予定）を巡回。
- 2014年 - 大学入試センター試験二日目（1月19日、日曜日）の日本史Bの設問に手塚が取り上げられ、著書や漫画が使われた。※注：学校用教科書に手塚治虫の文章が掲載された例は在命中にも何度かある。
- 2014年4月7日 - 米グーグルのWebサイト「歴史アーカイブ（Google Cultural Institute）」に漫画やアニメ作品でたどる手塚治虫の生涯が公開。
- 2014年5月16日(?) - スペイン、バルセロナのコミックサロンで、手塚治虫作『人間昆虫記』が外国作品部門で受賞 ※日本漫画作品では初の受賞。
- 2014年7月12日から8月31日 - 滋賀県立近代美術館で「手塚治虫展」（2014年7月12日-8月31日）開催。
- 2014年7月25日 - 漫画『地底国の怪人』の英訳版（The Mysterious Underground Men, by Osamu Tezuka（PictureBox））がアイズナー賞の最優秀国際アジア作品部門を受賞。
- 2014年7月19日から10月5日 - 湯前まんが美術館（熊本県球磨郡湯前町中央公民館（那須良輔記念館））で「火の鳥連載60周年記念 阿蘇と手塚治虫」展（2014年7月19日 - 10月5日）開催。
- 2014年9月5日から9月14日 - 横浜みなとみらいのブリリアショートショートシアターで、手塚治虫の実験アニメーション特集（2014年9月5日 - 9月14日）。※『森の伝説 第二楽章』完成記念。初日に手塚眞のトークショウ。※2014年8月21日に第15回広島国際アニメーションフェスティバルでのワールドプレミア上映に続く一般向け公開。
- 2014年11月3日から11月9日 - 東京・吉祥寺の吉祥寺ギャラリー・カイ（GALLERY KAI）で「手塚治虫の美女画展」開催。
- 2015年2月28日から5月10日 - 京都国際マンガミュージアムで「医師たちのブラック・ジャック展」開催。
- 2015年12月17日から12月23日 - 吉祥寺リベストギャラリー創で「手塚治虫文化祭 〜キチムシ‘15〜」開催。
- 2016年7月30日から8月21日 - 会津若松市歴史資料センター「まなべこ」で特別企画展「手塚治虫と会津」開催。
- 2016年9月10日から11月13日 - さいたま市立漫画会館1階 企画展示室で「手塚治虫とっておきの漫画」展開催。
- 2018年1月25日から3月11日 - フランス・アングレーム美術館で展覧会「Osamu Tezuka, Manga no Kamisama」開催。
- 2018年7月13日から9月2日 - 台湾台北市の誠品書店敦南店で「漫畫之神－手塚治虫 生誕90年紀念展」開催。「手塚治虫書店」も出店。
- 2019年4月1日 - 宝塚市立手塚治虫記念館がリニューアルオープン。
- 2019年1月TVアニメ｢どろろ｣が放送開始
- 2019年10月1日 - キオクシアの「#世界新記憶」第1弾として人工知能による手塚治虫新作漫画制作プロジェクト「TEZUKA2020」（テヅカニーゼロニーゼロ）が発表、タイトルは『ぱいどん』で2020年2月及び4月にモーニングで前後編が掲載された[290][291]。
- 2020年9月28日 - 米国の出版社ファンタグラフィックスが主催する漫画の賞ハーヴェイ賞（The Harvey Awards）の運営委員会は、2020年9月28日に手塚治虫に対して殿堂入りクリエイターとして"Harvey Awards Hall of Fame"を授与すると発表。
- 2021年3月24日から4月5日 - 阪急うめだ本店 9階 阪急うめだギャラリーで「手塚治虫のクリエーション」開催。

## 出演番組
- 「まんが学校」(NHKテレビ) 1965年1月4日の放送回に1度だけゲスト出演[292]。
- 日曜美術館「私と鳥獣戯画」（1982年11月21日、NHK教育テレビジョン）[293]
- キャスター（文化放送）
- はばたけ!真理ちゃん（TBSテレビ　天地真理が司会・主演したミュージカルバラエティーで、人形のキャラクターデザインを担当した）
- ８カ国共同制作ドラマ　ハローアインシュタイン 遥かなる宇宙へのメッセージ（1984年9月15日、日本テレビ MCとしてドラマ開始前と途中に解説を担当）
- ワンダービートS(1986年4月16日～、TBSテレビ、毎回解説を担当[294])

## 関連人物

### 家族

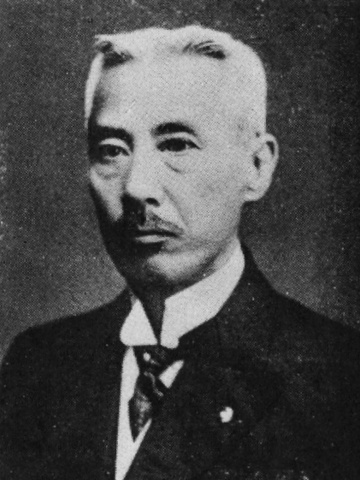
手塚太郎

祖父・手塚太郎は司法官で、1886年（明治19年）に創立された関西法律学校（現・関西大学）の創立者の一人である。大阪地方裁判所検事正から名古屋控訴院検事長、長崎控訴院長などを歴任した。曽祖父・手塚良仙は適塾に学んだ蘭方医で、1858年（安政5年）に江戸の神田お玉ヶ池種痘所（現・東京大学医学部の前身）を設立した人物の一人でもある。その生涯は治虫の晩年の作『陽だまりの樹』でフィクションを交えつつ描かれており、福澤諭吉の自伝『福翁自伝』にも記録が残っている。遠祖は平安時代の武将・手塚光盛とされる。家系図 （なお作家活動時には多くの書籍で生年を大正15年（1926年）と紹介していた）。
父・粲は住友金属に勤める会社員であり、カメラを愛好するなどモダンな人物であった。当時非常に珍しかった手回しの9.5mmフィルム映写機（パテベイビー）を所有しており、治は小学校2年生から中学にかけて、日曜日には家にいながらにしてチャップリンの喜劇映画、マックス・フライシャーやディズニーのアニメ映画を観ることができた。そのため治は幼少時から漫画家よりもむしろアニメ監督になることを夢見ていたという。なお、父はカメラにはまる前は漫画にも凝っていて、漫画への理解があり、家には田河水泡の『のらくろ』シリーズや、中村書店の「ナカムラ・マンガ・ライブラリー」、「ナカムラ・繪叢書」など、200冊を超える漫画本があったという。また、のちに父が母に向けて書いたラブレターを発見した際、ラブレターに漫画が描かれてあるのを発見し、治虫は「やっぱり自分は父の息子だ」と思ったという。粲は晩年はファンクラブの世話人として、手塚の元を訪れるファンを接待していた。
母・文子は、服部英男（陸軍中将。陸士11期・陸大23期、輜重兵将校、最終補職は輜重兵監。）の娘で、厳しいしつけのもとに育ち、夫には絶対服従であったが、戦中に夫が召集された際は、生活費の捻出や畑仕事から隣組の役員まで務める働きぶりを示す一方で、幼少期の治に子守唄代わりに絵本や漫画を登場人物ごとに声音を使い分けて読み聞かせていた。母もまた漫画好きであり、のちに治虫の長男・眞が治虫の書斎で『のらくろ』を読んでいたところ、ページの隅にパラパラ漫画を発見した。てっきり治虫によるものだと思っていたが、後になって文子が描いたものだったと判明したという。1983年1月4日、74歳で没。
治虫は初期の自伝などで父を悪く書き、母を持ち上げるというエディプスコンプレックス丸出し の行動を取っている。父を強権的で母に無理を押し付ける亭主関白として、あるいは治虫自身に害のある行動を取ったと回想しているものであり、そのうちの一部はのちにエッセイなどで事実上の撤回をしている（初期の自伝などで父は漫画を買ってくれず主に母が漫画を買ってくれたとしていたが、後年のエッセイではむしろ父親が買ってくれていたと変わっている）。実妹・美奈子は治虫没後のインタビューで、父親について決して強権的ではなく家庭サービスにも熱心であったと述べている。このことは「ぼくの漫画期」にも載っている。
治は長子で、下には2歳下の弟・浩と4歳下の妹・美奈子（結婚後は宇都に改姓）がいる。浩は「子供のころ昆虫のことがもとでああじゃね、こうじゃねと話していたら取っ組み合いのケンカになった。殴り合いでね、こっちは軽く勝つと思っていたら兄貴強かったですよ。だから、ヨワムシとかナキムシとか言ってたけどあれはまるで嘘ですよ。」と語っている。2009年2月9日放送の「BS20周年企画 手塚治虫2009」では手塚の同級生とともに宝塚市の手塚治虫記念館に訪れている。美奈子は「戦争が始まって兄はどこか変わった。それまでは天国のような生活だったけど、戦争が始まって軍事教練などさせられて兄のプライドは傷付いた」と話している。美奈子は手塚のキャラクター・ヒョウタンツギの創作者でもある。
妻の悦子（旧姓・岡田）は、血の繋がらない親戚で幼馴染であった。結婚が第一次ベビーブームと重なっていたため、結婚前に2回しかデートができず、しかも結婚披露宴では1時間前まで閉じ込められて原稿を描き遅刻してしまったという。悦子は梅花高女（現・梅花中学校・高等学校）出身であり、この学校が当時「大阪のひどい方で一流の、つまりすごい学校」だったため、手塚は「鉄火肌のおもしろい子」を期待して悦子と結婚したが、実際に結婚してみるとそうではないことがわかったという。
子供は3人。長男は映像作家の手塚眞 （本名は「真」、悦子夫人が真実一路という言葉を好んでいたので命名）。長女はプランニングプロデューサー・地球環境運動家の手塚るみ子（少女雑誌の懸賞の当選者に「るみ子」という名前があったので命名）。次女は女優の手塚千以子（ちいこ・『千夜一夜物語』にちなんで命名）。また、声優の松山薫は姪。
妻、長男、長女の3人が手塚治虫に関する本を刊行している。

### アシスタント経験者
日本で漫画制作作業の専業アシスタント制度（プロダクション制作システム）を最初に始めたのは手塚治虫であるといわれている。
なお以下のリストは完全なものではない。手塚治虫は、アシスタントは通例2-3年程度で独り立ちすることを良しと考えていた。
- 笹川ひろし - 竜の子プロダクションの創業メンバーの一人で、アニメ演出家である。手塚治虫の専属アシスタント第一号。
- 古谷三敏
- 月岡貞夫
- しのだひでお
- 久松文雄
- 高須れいじ
- 小室孝太郎（本名は小室保孝）
- 北野英明
- 三浦みつる
- 寺沢武一
- 成田アキラ
- 小谷憲一
- 岩田廉太郎
- 池原しげと
- 石坂啓
- 高見まこ
- 喜国雅彦
- わたべ淳
- 吉住純
- 大和田夏希
- みやぞえ郁雄
- 石川球太
- 井上智
- 光山勝治
- 馬場秀夫
- 林ひさお
- 井上大助
- 井上英沖
- きりえれいこ
- 大野豊
- 堀田あきお
- 高井研一郎
- 宮腰義勝（塚本光治、本名は宮腰）
- 鈴木光明
- 村野守美
- はらだ蘭（原田千代子）
- 浜口渉 - 虫プロ時代のアシスタントの後に手塚プロの資料室長
- 阿部高明
- 上野義幸
- きよみず・あや
- 小杉あきら
- すみちあき
- 坪田文太
- 杜町かなえ
- 七瀬カイ
- 成田マキホ
- 平田昭吾
- 平松修
- 広井てつお
- やまだ三平
- 福元一義
- 斉藤あきら
- はっとりかずお
- 甲斐謙二
- 福永ヒロ
- 伴俊男
- あべこうじ
- 星城朗二（田中英二）
- 谷川一彦
- 島崎朝子
- 野村正（1982年手塚プロ入社）
- 山下雄平
- 出雲公三
- 山本広志
- 木本佳子
- 安藤正巳

#### トキワ荘・初台時代
- 安孫子素雄（藤子不二雄Ⓐ） - 「漫画少年」連載の『ジャングル大帝』の最終回等をアシスト
- 藤本弘（藤子・F・不二雄） - トキワ荘メンバーと共に雑誌未掲載の「ぼくのそんごくう」をアシスト
- 石森章太郎（石ノ森章太郎） - 高校時代に光文社「少年」連載の『鉄腕アトム』「電光人間の巻」など複数をアシスト
- 赤塚不二夫 - 石森とともに「少女クラブ」掲載の『火の鳥（ギリシャ編）』をアシスト（ペン入れ）
- 横山光輝 - 「少年」連載の『鉄腕アトム』をアシスト
- 桑田二郎 - 「少年」連載の『鉄腕アトム』をアシスト
- 永島慎二 - 『丹下左膳』をアシスト
- 松本零士 - 『複眼魔人』をアシスト

#### アニメーション制作のスタッフ
以下のリストは完全なものではない。なお、虫プロダクションの最盛期には従業員が400人以上いたといわれる。
- 中村和子（穴見和子） - 虫プロ立ち上げ時から多くの商業・実験作品にアニメーターとして
- 杉井儀三郎
- 坂本雄作
- 紺野修司
- 杉山卓 - 演出、チーフディレクター
- 北野英明
- 勝井千賀雄
- 出崎統 - 虫プロ
- 出﨑哲
- 山本暎一 - 動画、演出、監督
- 林重行（りんたろう）
- 坂口尚 - アニメ関係で手塚治虫の片腕として活躍
- 伊藤叡 （虫プロでフィルム編集）
- 西崎義展（虫プロ商事に在籍していたことがある。また『海のトリトン』『ワンサくん』のプロデューサー）
- 富野由悠季（『鉄腕アトム』で多数の脚本と演出。また『海のトリトン』の監督）
- 宮本貞雄
- 赤堀幹治
- 八田陽子 - 彩色（杉山卓の実妹とあるので。おそらく虫プロ時代は杉山陽子[要出典]）
- 石郷岡豪
- 柴山達雄
- 高橋良輔
- 安東穂夫
- 五味明
- 永島慎二
- 平田敏夫
- 杉野昭夫
- 川尻善昭
- 正延宏三
- 瀬山義文
- 瀬谷新二 - 手塚プロのアニメーター・作画監督
- 石井元明
- 山本繁
- 片岡忠三
- 渡辺恒光
- 永樹凡人
- 香西隆男
- 宇田八郎
- 青木茂
- 岡迫亘弘
- 田中英二 - 作画・原画
- 大島やすいち
- 河井竜
- 古川雅士
- 尾形治敏
- 小林準治 - 後期の実験アニメの作画を担当
- 豊田有恒（虫プロ文芸部）
- 石津嵐（虫プロ文芸部）。磐紀一郎と同一人物
- 下崎闊（本名：下関闊（しもぜきひろし）、別名：下崎潤、真佐美ジュン、正佐美ジュン）
- 雪室俊一 - 脚本
- 鈴木伸一 - テレビシリーズや劇場作品など
- 星新一 - 文芸部
- 辻真先（桂真佐喜名義で多くのアニメ作品に脚本家として参加）
- やなせたかし - 虫プロ「千夜一夜物語」の美術担当、自絵本作品の劇場アニメ化版「やさしいライオン」の製作。
- 高井達雄 - 作曲家（ある街角の物語、虫プロ鉄腕アトム）
- 冨田勲 - 作曲家（東映動画『シンドバットの冒険』、虫プロ『新宝島』、虫プロ『ジャングル大帝』、『リボンの騎士』、『どろろ』、『千夜一夜物語』、『クレオパトラ』、『展覧会の絵』など）
- 宇野誠一郎 - 作曲家（『W3』、『悟空の大冒険』、『不思議なメルモ』（オリジナル版）、虫プロ『アンデルセン物語』）
- 大野雄二 - 作曲家（『バンダーブック』、『海底超特急マリン・エクスプレス』、『フウムーン』、『プライム・ローズ』）
- 大野松雄 - 『虫プロアトム』の音響効果、音楽監督
- 鈴木清司 - 手塚プロ作品の選曲、音楽監督
- 倉橋静男 - 手塚プロ作品の音響効果
- 田代敦巳 - 音響ディレクター
- 明田川進 - 音響ディレクター
- 谷川一彦 - 作画
- 吉村昌輝
- 横山菁児 - 虫プロのアニメ「リボンの騎士」などの画の動きに合わせるオーケストラの演奏の指揮者（音楽団：フールサウンズ）。

#### その他、手塚の創作活動を支えた人物
- 島方道年（導年） - 明治製菓を経て、マネージャー兼社長室部長として旧虫プロに招かれる。手塚プロダクション初代社長。
- 清野正信 - 虫プロ商事勤務を経て文民社に移籍。
- 葛西健蔵 - 育児用品メーカー「アップリカ」の創業者。旧虫プロ倒産時に面識はなかったが恩人と慕う手塚の再建を支援。その縁で手塚プロダクションの取締役も務めた。2017年逝去。『どついたれ』のモデルとされる。
- 森晴路 - 手塚プロの社員となり講談社の手塚治虫全集を担当。のちに手塚プロダクション資料室長。2016年逝去。
- 古徳稔 - 晩年のマネージャー。手塚の没後はアニメ製作プロデューサーや出版局長を歴任。2020年逝去。
- 清水義裕 - アルバイトとして手塚プロに入り、手塚が指揮するテレビスペシャルの制作進行を務める。その後正式に入社。2020年現在取締役。

### 手塚治虫を演じた俳優
- 手塚治虫（本人） - ドラマ『バンパイヤ』（1968年10月 - 1969年3月、フジテレビ）など、多数。

ドラマ
- 江守徹 - 銀河テレビ小説『まんが道』『まんが道 青春編』（1986年11月17日 - 12月5日・1987年7月27日 - 8月14日、NHK総合）
- 手塚眞 - NHKスペシャル 『いのち わが父・手塚治虫』（1989年4月16日、NHK総合）
- 古谷一行・工藤彰吾 - 水曜グランドロマン 『手塚治虫物語 いとしき生命のために』（1990年2月7日、日本テレビ系列）※DVD（東映ビデオ、カラー、本編90分、品番：DSTD03488）発売。
- 吉澤拓真 - 土曜ドラマ『天空に夢輝き 手塚治虫の夏休み』（1995年8月19日、NHK総合）※DVD発売。
- 奥田瑛二 - テレビ東京開局35周年記念番組『永遠のアトム・手塚治虫物語』（1999年4月15日）
- 久野雅弘・立澤真明 - 正月特別ドラマ『愛と青春の宝塚』（2002年1月3日・4日、フジテレビ）
- 藤原竜也 - フジテレビ開局50周年特別企画 『わが家の歴史』（2010年4月9日 - 11日、3夜連続スペシャルドラマ、脚本：三谷幸喜）※BD-BOX（2010年10月20日）発売。
- 太田光（爆笑問題）『ドキュメンタリードラマ 手塚治虫×石ノ森章太郎』（2013年7月6日・13日、NHK BSプレミアム）
- 草彅剛 - 『神様のベレー帽〜手塚治虫のブラック・ジャック創作秘話〜』（2013年9月24日、フジテレビ）※DVD/BD発売。
- 岡田斗司夫 - 『アオイホノオ』（2014年、テレビ東京） ※カメオ出演
- バカリズム - 24時間テレビドラマスペシャル『ヒーローを作った男 石ノ森章太郎物語』（2018年8月25日、日本テレビ系列）
- 眞栄田郷敦 - 連続テレビ小説『あんぱん』（2025年前期、NHK総合・BS・BSプレミアム4K）- 役名は「手嶌 治虫（てじま・おさむ）」[309]

映画
- 北村想 - 『トキワ荘の青春』（1996年、カルチュア・パブリッシャーズ）※DVD（2009年10月28日、品番VPBT-15461）発売。

舞台
- 中井貴一 - 『陽だまりの樹』（1992年、1995年、1998年）
- 田中れいな - 『リボーン〜命のオーディション〜』（2011年）

再現ドラマ
- 春風亭昇太 - 『超大型歴史アカデミー100人の 偉人・天才編』（2007年1月5日、日本テレビ系列）
- 上地雄輔 - 未来創造堂『シアター創造堂 日本漫画 加藤謙一』（2007年1月26日、日本テレビ系列）
- 柳家花緑 - 『時代をプロデュースした者たち』 第4回「手塚治虫」（2015年5月31日、NHK BS1）

### 掲載誌の編集者
これはまだ不完全なリストである。
- 新井善久（講談社「少女クラブ」担当編集者、『火の鳥』）※「神様の伴走者13+2」に寄稿あり。
- 青木和夫（秋田書店「週刊少年チャンピオン」担当編集者）
- 阿久津信道（秋田書店「冒険王」と「漫画王」担当編集長で『冒険狂時代』『ぼくのそんごくう』。元秋田書店取締役編集局長、2007年9月12日死去） ※「神様の伴走者13+2」に寄稿あり。
- 阿久津邦彦（秋田書店「少年チャンピオン」編集者）
- 井岡秀次（講談社「週刊少年マガジン」）
- 伊藤嘉彦（秋田書店「週刊少年チャンピオン」担当編集者（ブラックジャック4代目担当編集者）、現・幻冬舎コミックス代表取締役社長）
- 内田勝（講談社「週刊少年マガジン」）※ 少年マガジン編集長。W3事件参照。
- 大浦静雄（潮出版社、7年間『ブッダ』の連載を担当）
- 大塚公平（秋田書店「週刊少年チャンピオン」副編集長、映画評論家）
- 大和田俊司（秋田書店「週刊少年チャンピオン」編集者）
- 岡本三司（秋田書店「週刊少年チャンピオン」編集者）※『ブラック・ジャック』初代担当
- 加藤謙一（学童社「漫画少年」）※ 戦前に小学校教師から講談社に転職して「少年倶楽部」編集長になる。敗戦で公職追放を受けて個人で学童社を興していた。偶然そこを訪問した手塚が携行していた赤本用原稿を見て掲載を決めた結果が長編連載漫画『ジャングル大帝』となった。
- 壁村耐三（秋田書店「少年チャンピオン」）※ 『ぼくのそんごくう』（秋田書店「冒険王」）連載時の編集部員で、のちに『ブラックジャック』連載開始時の少年チャンピオンの編集長。
- 刈谷政則（大和書房）
- 河野安廣（秋田書店「週刊少年チャンピオン」編集者）
- 熊藤男（秋田書店「週刊少年チャンピオン」副編集長）
- 桑田裕（光文社「少年」担当編集者）
- 栗原良幸(講談社週刊少年マガジン編集者「三つ目がとおる」)
- 小林鉦明（かねあき）（少年画報社、秋田書店）
- 志波秀宇（ひでたか）（小学館「ビッグコミック」）『地球を呑む』『きりひと賛歌』※「神様の伴走者13+2」に寄稿あり。
- 篠田修一（大都社）※手塚治虫ファンクラブ顧問も務めた。
- 戸田利吉郎（少年画報社）
- 豊田亀市 （小学館「週刊少年サンデー」の初代編集長、小学館「少年サンデー」で『スリル博士』『0マン』『キャプテンKen』『白いパイロット』）※「神様の伴走者13+2」に寄稿あり。
- 中村一彦 (小学館「少年サンデー」、どろろの担当手塚番)
- 長崎尚志 ※「かつて手塚先生の担当だったわたしは…」という文章を「パイドン」の制作発表で寄稿していることから，何かの作品編集を担当したらしいが，詳細は不明。
- 牧野武朗（講談社「なかよし」初代編集長、「週刊少年マガジン」の初代編集長）※ 講談社「少女クラブ」担当編集者のとき手塚に連載を依頼（「リボンの騎士」）。
- 松岡博治（朝日ソノラマ単行本「サンコミックス」、雑誌「マンガ少年」担当編集者で、『鉄腕アトム』『火の鳥』）※「神様の伴走者13+2」に寄稿あり。※ 元メディアファクトリーコミック出版事業部エグゼクティブプロデューサー。2023年死去[310]。
- 松谷孝征（たかゆき）（実業之日本社「漫画サンデー」編集者）※その後1973年から16年間手塚治虫のマネージャーを務め、請われて1985年4月から手塚プロダクション代表取締役社長。※「神様の伴走者13+2」に寄稿あり。
- 丸山昭（講談社「少女クラブ」担当編集者で『リボンの騎士』『火の鳥』（共に少女クラブ版））※著書やインタビュー記事のほか、「神様の伴走者13+2」にも寄稿あり。
- 峯島正行（実業之日本社の編集者）- 『週刊漫画サンデー』の初代編集長
- 宮原照夫（講談社「週刊少年マガジン」編集長（4代目）、『W3（少年マガジン版）』『三つ目がとおる』『手塚治虫漫画全集』）※「神様の伴走者13+2」に寄稿あり。
- 西村繁男（集英社「週刊少年ジャンプ」）
- 野口勲（虫プロ商事の編集者）
- 橋本一郎（朝日ソノプレス社、朝日ソノラマの編集部、元少年画報社編集者、「サンコミックス」創刊編集長）
- 福島健夫（編集長、実業之日本社「漫画サンデー」の編集者）
- 鈴木敏夫（徳間書店「コミックアンドコミック」「アニメージュ」の編集）
- 上野明雄（小学館「小学一年生」「小学三年生」の担当編集者を経て編集長）
- 吉倉英雄（集英社「月刊少年ジャンプ」編集者）
- 長野規（集英社の月刊「おもしろブック」編集員、のちに週刊少年ジャンプ初代編集長）
- 黒川拓二（元少年キング編集長で『ノーマン』『鬼丸大将』『紙の砦』『アポロの歌』を担当）※「神様の伴走者13+2」に寄稿あり。
- 鈴木五郎（小学館「中学生の友」で『流星王子』『おお！われら三人』）※「神様の伴走者13+2」に寄稿あり。
- 池田幹生（文藝春秋「週刊文春」で『アドルフに告ぐ』）※「神様の伴走者13+2」に寄稿あり。
- 石井文男（虫プロ商事「COM」二代目編集長で『火の鳥』（COM版））※「神様の伴走者13+2」に寄稿あり。
- 鈴木俊彦（小学館「ビッグコミック」創刊時の編集長『地球を呑む』）※「神様の伴走者13+2」に寄稿あり。
- 竹尾修（潮出版社「希望の友」「少年ワールド」「コミックトム」の編集者。『ブッダ』と絶筆『ルードウィヒ・B』の担当）※「神様の伴走者13+2」に寄稿あり。
- 山崎邦保（虫プロ商事「COM」創刊編集長（1969年3月号まで）で『火の鳥』（COM版））
- 山本順也（小学館）
- 白井勝也（小学館）
- 御木基宏（小学館）

### 世界に手塚作品を紹介した人物
フレデリック・L・ショット (Frederik L. Schodt)
手塚治虫の作品を多数翻訳したほか、手塚治虫を含めて日本の漫画を海外に紹介する書籍を多数書いた。日本に留学で居住していたことがあり、火の鳥の翻訳作業を最初として手塚と親交関係にあった。
2017年に長年の漫画を通じた国際文化交流への功績により2017年度国際交流基金賞受賞者。

### 日本国外の作家
マウリシオ・デ・ソウザ
ブラジルの漫画家。
1984年に手塚が国際交流基金の文化専門家派遣事業でブラジルを訪れて以来親交をもち、手塚がブラジルに行く際には必ず彼と会い、その逆もまた然りであった。ソウザによると、手塚は暴力を作品に導入したことを大変後悔していたらしく、比較的平和的なソウザの作風を「漫画はこうあるべきだ」と称していた。お互いのキャラを一つの作品にクロスオーバーとして登場させようとの計画があったが、手塚の死で一時断念。しかし、ブラジルでも日本の漫画が出版され、ソウザのキャラも日本の漫画風にアレンジされた本も出されたことによって、計画が再度発動、そして実現する運びとなった。パロディやオマージュ、リメイクなどではなく、手塚のキャラが公式として他人の作品に登場するのは史上初だといわれる。アマゾンの保護を巡るストーリーは2012年2月、3月に上下巻で発行された。
手塚側のキャラは「リボンの騎士」のサファイア、「ジャングル大帝」のレオ、そして「鉄腕アトム」のアトムなどである。
- Mauricio de Sousa (2012). Turma da Monica Jovem: Tesouro Verde. Panini. ISBN 9788573518764

- ブラジル漫画×アトム、日本でも　手塚治虫との約束、電子書籍で実現　(朝日新聞、2023年7月11日)